# Segona República Espanyola en guerra

Bandera de la Segona República Espanyola.

Evolució de la zona republicana al llarg de la guerra

La Segona República Espanyola en guerra és la història de la Segona República Espanyola durant la Guerra Civil Espanyola de 1936-1939 i que constitueix l'últim període de la seva història. El territori espanyol que va romandre sota la seva autoritat després del cop d'estat del 18 de juliol de 1936, i que va ser denominat zona republicana o zona lleial, va anar reduint-se conforme va anar estenent-se la zona revoltada fins que al final va ser completament ocupada pel bàndol franquista (que l'havia anomenat durant tota la guerra la zona roja). Durant aquest temps es van succeir tres governs: el presidit pel republicà d'esquerra José Giral, encara que durant el seu curt mandat (de juliol a setembre de 1936) el poder real va estar en mans dels centenars de comitès que es van formar quan va esclatar la revolució social espanyola de 1936; el següent govern va ser presidit pel socialista Francisco Largo Caballero, el líder d'un dels dos sindicats (UGT; juntament amb CNT) havien protagonitzat la revolució; i el tercer govern va ser presidit pel també socialista Juan Negrín, a conseqüència de la caiguda de Largo Caballero després dels fets de maig de 1937, i que va governar fins a principis de març de 1939, quan es va produir el cop d'estat del coronel Casado que va posar fi a la resistència republicana, donant pas a la victòria del bàndol revoltat encapçalat pel general Franco.

## La reacció del govern a la revolta militar de juliol de 1936
A la tarda del divendres 17 de juliol ja es coneixia a Madrid que al Protectorat del Marroc s'havia iniciat una revolta militar i el govern de Santiago Casares Quiroga va cursar les primeres ordres a l'Exèrcit, a la Marina i als governadors civils perquè actuessin. L'endemà la revolta es va estendre a la península i les organitzacions obreres (CNT i UGT) van reclamar "armes per al poble" per a acabar amb ella, al que el govern es va negar, fonamentalment perquè en aquell moment els republicans d'esquerra temien "tant o més que el cop militar de signe antirepublicà, el desbordament de l'ordre social per obra d'una acció de masses".

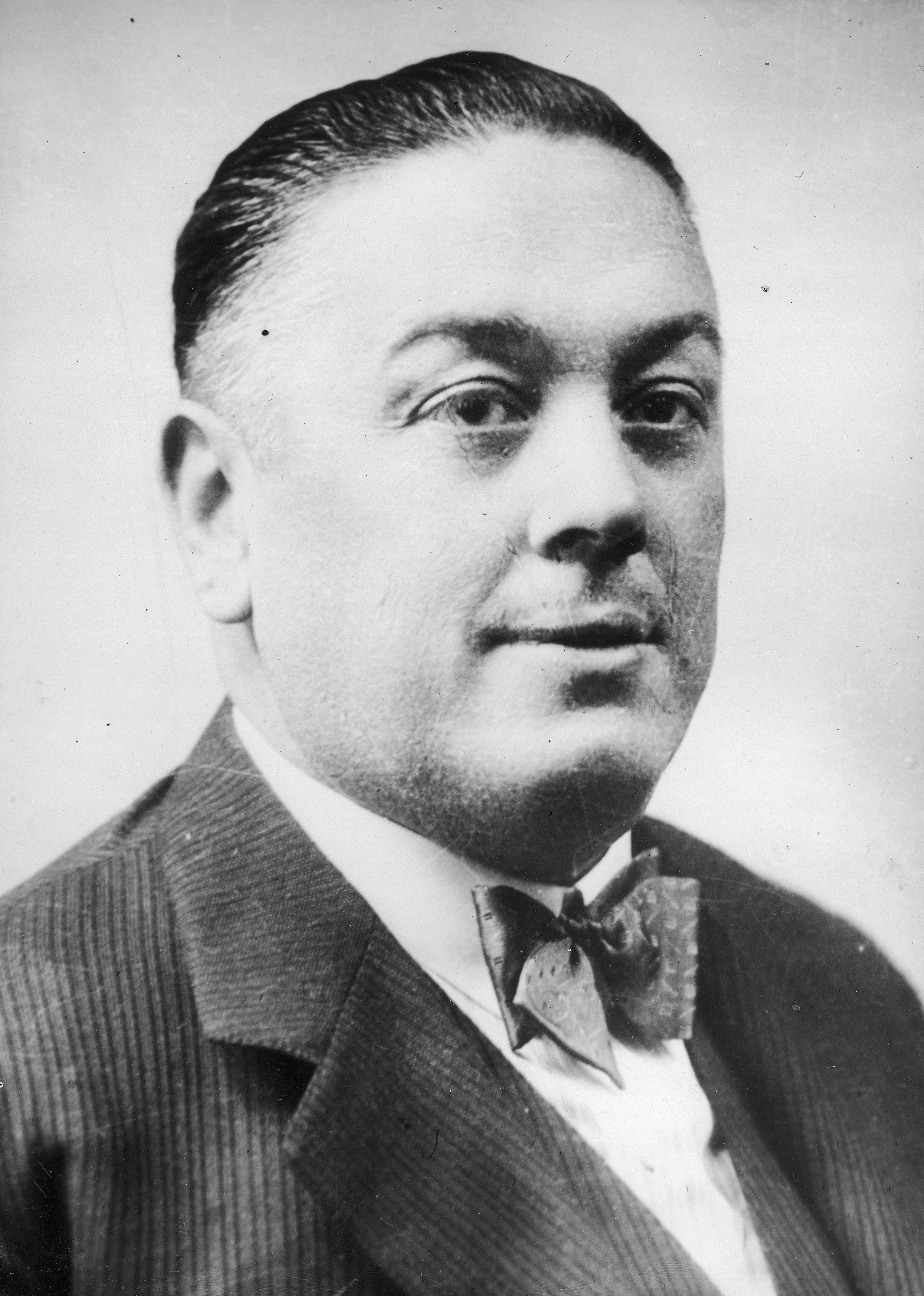
Diego Martínez Barrio

A la nit d'aquest dissabte 18 de juliol Casares Quiroga va presentar la seva dimissió al president de la República Manuel Azaña i aquest va encarregar Diego Martínez Barrio, president de les Corts i líder de Unió Republicana, que formés un govern amb el major suport polític possible, deixant fora als dos extrems (la CEDA i el Partit Comunista d'Espanya), l'objectiu del qual era aconseguir "detenir la rebel·lió" sense recórrer al suport armat de les organitzacions obreres. Martínez Barrio va formar un govern que, encara que diferia poc de l'anterior (no va aconseguir que s'hi integressin els socialistes), va incloure polítics moderats i disposats a arribar a algun tipus d'acord amb els militars revoltats, com el líder del Partit Nacional Republicà Felipe Sánchez Román, que va abandonar la coalició del Front Popular quan s'hi va integrar el Partit Comunista, o Justino de Azcárate.
En la matinada del dissabte 18 al diumenge 19 de juliol, Martínez Barrio va parlar per telèfon amb el general Emilio Mola, "El Director" de la revolta, però aquest es va negar rotundament a qualsevol tipus de transacció. "Vostès tenen les seves masses i jo tinc les meves", li va dir Mola al president del govern. Segons la versió franquista posterior aquest li va arribar a oferir algunes carteres ministerials per als revoltats, però aquest extrem sempre el va negar Martínez Barrio. Així doncs la pretesa negociació amb els rebels es va saldar amb un fracàs, per la qual cosa el "govern de conciliació" va dimitir a última hora de la tarda del diumenge 19 de juliol. Azaña va nomenar com a nou president del govern a un home del seu partit José Giral, que va formar un govern únicament integrat per republicans d'esquerra encara que amb el suport explícit dels socialistes que va prendre la decisió de lliurar armes a les organitzacions obreres, cosa a la que també s'havia negat Martínez Barrio perquè considerava que aquest fet traspassava el llindar de la defensa constitucional i "legal" de la República. Però a causa d'aquesta decisió l'Estat republicà va perdre el monopoli de les armes, per la qual cosa no va poder impedir que s'iniciés una revolució social, ja que les organitzacions obreres no van sortir al carrer "exactament per a defensar la República, a la qual li havia passat l'oportunitat, sinó per a fer la revolució. On no havia arribat la República amb les seves reformes, arribarien ells amb la revolució. (...) Un cop d'estat contrarevolucionari, que intentava frenar la revolució, va acabar finalment desencadenant-la".

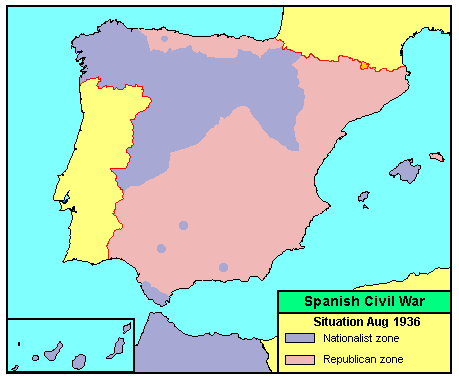
Situació a l'agost de 1936

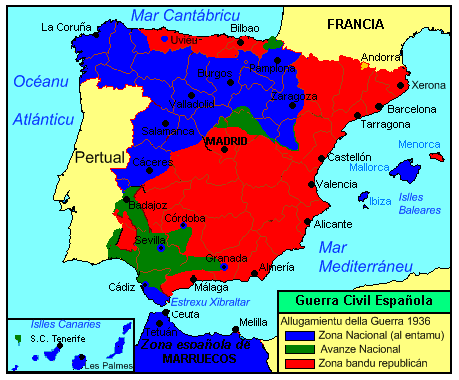

### La polèmica sobre el lliurament d'"armes al poble"
L'historiador britànic Hugh Thomas (en una obra actualitzada publicada en castellà en 1976) considera que "els mitjans constitucionals d'oposició a l'alçament van constituir un fracàs. Això va ocórrer inevitablement, atès que gran part de les forces de la llei i l'ordre -l'exèrcit i la guàrdia civil- estaven amb els rebels, que afirmaven ser ells els qui representaven l'ordre, malgrat estar fora de la llei. L'única força capaç de resistir als rebels era la dels sindicats i els partits d'esquerres. Però, per al govern, utilitzar aquesta força significava acceptar la revolució. No és sorprenent que Casares Quiroga vacil·lés abans de fer aquest pas. Però, en el punt al qual havien arribat les coses a Espanya el 18 de juliol a la nit, tal pas era també inevitable. A les ciutats on havien tingut lloc alçaments, al Marroc i a Andalusia, els qui s'hi havien oposat havien estat els partits revolucionaris d'esquerres. En realitat, en moltes poblacions petites la revolució es va anticipar a la rebel·lió, perquè quan la notícia de l'alçament al Marroc i a Sevilla va arribar als llocs on no hi havia guarnició militar, la reacció de les esquerres, naturalment no va ser la d'esperar que se'ls ataqués. (...) [Quan el govern Giral va ordenar als governadors civils] distribuir totes les armes existents... en molts casos aquestes ordres van arribar massa tard".
L'historiador Julio Aróstegui (en una obra publicada en 2006) considera que el retard del govern a lliurar les armes a les organitzacions obreres va ser clau perquè la revolta triomfés en determinades ciutats com Sevilla, Granada o Ávila. El "fatal dubte" dels governs de Casares Quiroga i de Martínez Barrio de lliurar o no les armes "va ser definitòria en la impossibilitat de tallar la revolta d'arrel... En el moment decisiu aquests polítics es van negar a apel·lar al poble... per a la defensa armada de la República. Es van negar a lliurar les armes de procedència militar que les organitzacions del proletariat, partits i sindicats, reclamaven... i van impedir en molts casos que els governadors civils i altres autoritats subalternes es posessin decididament al capdavant dels moviments defensius populars. Va haver-hi casos clars on aquesta paràlisi va ser la millor basa dels revoltats".
L'historiador Julián Casanova (en una obra publicada en 2007) considera un mite la idea que va ser "el poble en armes" qui va vèncer als rebels als carrers de les principals ciutats espanyoles. El factor decisiu, segons Casanova, va ser l'actitud dels militars, inclosos els que dirigien les forces d'ordre públic, perquè els militants obrers només van poder "combatre els revoltats allí on la fidelitat d'alguns comandaments militars, o la indecisió d'uns altres, ho va permetre. Madrid i Barcelona constitueixen bons exemples, encara que també València, Jaén o Sant Sebastià".
L'historiador Francisco Alía Miranda comparteix la tesi defensada per Julián Casanova, perquè segons ell la causa principal de l'èxit de la revolta en unes províncies i del fracàs en unes altres va ser la postura que van adoptar els caps militars en cadascuna d'elles, i no factors socials o polítics, com es va poder comprovar en els casos de Madrid i Barcelona on la rebel·lió va fracassar «perquè els militars revoltats no van comptar amb suport suficient per part dels seus companys». No obstant això, segons Alia Miranda, també va tenir importància la resposta que van donar les autoritats republicanes a la revolta, ja que cada governador civil va actuar de manera diferent. Allí on van actuar amb «celeritat, diligència i energia» van aconseguir detenir la rebel·lió (com a Màlaga, Huelva, Almería, Badajoz, Oviedo, Ciudad Real, Cuenca i Jaén), mentre que on a penes van fer res, «per parsimònia, indecisió o ignorància» la rebel·lió va triomfar (com a Logronyo, Càceres i Guipúscoa).

## La revolució social de 1936 i el govern de José Giral (juliol-setembre 1936)
"Va haver-hi moltes gents procedents de la massa proletària que van interpretar l'alçament militar més com l'ocasió i la justificació d'un canvi radical de vida i la possibilitat de promoure el canvi social total que no pas com la necessitat d'empunyar les armes en una guerra". Per a molts obrers i pagesos havia arribat el moment de fer realitat els canvis que milloressin realment les seves condicions de vida i que les reformes de la República no havien aconseguit. Ara tantes expectatives frustrades era possible aconseguir-les.
I aquí va residir una de les paradoxes de la situació de l'estiu de 1936, que el cop d'estat militar que va dir falsament voler aixafar una revolució inexistent va ser el que "va obrir les portes a la revolució". "Va ser l'aixecament militar el que va crear les condicions perquè determinades pretensions de canvi revolucionari poguessin trobar l'ocasió de la seva posada en marxa. (...) La rebel·lió va ser així una resposta a la revolta. En cap forma va ocórrer el contrari, com van pretendre sempre els revoltats i el règim posterior. A l'enfonsament del poder establert de les institucions republicanes i a l'aparició de poders paral·lels es va afegir el procés revolucionari, el dirigit a acabar amb l'ordre existent".

### La revolució social de 1936

Escut del Consell Regional de Defensa d'Aragó, òrgan creat durant la Revolució social espanyola de 1936

El lliurament d'armes als partits i organitzacions obreres va fer que aquestes constituïssin ràpidament "milícies armades per fer front a la rebel·lió en el terreny militar i per procedir a una profunda revolució social (desentenent-se de les autoritats republicanes, a les quals no van derrocar): van confiscar i van col·lectivitzar explotacions agràries i empreses industrials i mercantils per a assegurar la continuïtat de la producció i distribució de béns, i es van fer càrrec del manteniment de les principals funcions competència de l'Estat. La producció, el proveïment de la població, la vigilància, la repressió, les comunicacions i el transport, la sanitat, van quedar en mans de comitès sindicals, que en no poques localitats van suprimir la moneda per substituir-la per vals. Davant l'enfonsament dels mecanismes del poder públic ["un govern que reparteix armes és un govern que s'ha quedat sense instruments per a garantir l'ordre públic i imposar la seva autoritat"], va sorgir en l'estiu de 1936 un nou poder obrer, que era alhora militar, polític, social, econòmic”. "La revolució va quedar així sota domini sindical. Col·lectivitzar una empresa o una finca equivalia a situar-la sota el control de comitès formats per representants de la CNT o de la UGT o de tots dos conjuntament: segells amb la llegenda Comitè local CNT-UGT van aparèixer ja en els últims dies de juliol. Per als militants obrers, revolució era poble treballador en armes, destrucció del vell ordre social i dels seus símbols, mort dels seus representants, proclamació del començament d'una nova societat i creació de comitès que es feien càrrec de tot el poder local. Revolució era abolició de la gran i mitjana propietat i enfonsament de l'Estat, amb la proclamació d'un nou ordre social col·lectivista però sense creació de cap poder polític central per sobre dels comitès sindicals: el nou poder que es construïa sobre les cendres del poder enfonsat era un poder sindical i local".

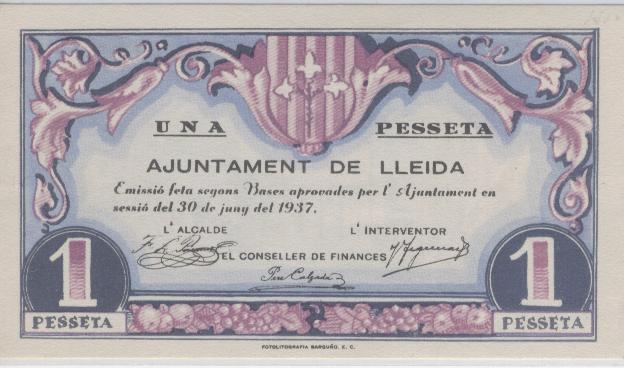
Bitllet d'una pesseta emès en 1937 per l'Ajuntament de Lleida.

Però la revolució que es va desencadenar va tenir diferent calat segons els territoris. "A Catalunya, el característic va ser la revolució social protagonitzada per la CNT, que va procedir a la col·lectivització de la indústria mentre respectava, si no el fruit, almenys la propietat de la terra i deixava subsistir un govern "burgès" al Palau de la Generalitat de Catalunya. A Aragó, les columnes de milicians van imposar una col·lectivització de la terra contra la voluntat d'una classe de petits i mitjans propietaris i van establir un òrgan de poder polític -el Consell d'Aragó- al marge de la legalitat republicana, mentre a extenses zones de Castella la Nova, País Valencià i Andalusia es va produir una col·lectivització de la terra pels sindicats pagesos que van ocupar les finques abandonades pels seus propietaris i el poder polític local va passar a les mans de comitès conjunts de sindicats i partits. Al País Basc, tanmateix, on el Partit Nacionalista Basc havia rebutjat la coalició amb la CEDA a les eleccions de febrer de 1936 i donat el suport a l'esquerra en la tramitació del Estatut d'Autonomia, finalment aprovat l'1 d'octubre de 1936, no va haver-hi revolució social i un partit catòlic i nacionalista es va mantenir fins a juny de 1937 al capdavant d'un govern autònom amb poder sobre poc més que el territori de Biscaia".
Els comitès que van sorgir pertot arreu eren autònoms i no reconeixien límits a les seves actuacions. "Podien col·lectivitzar indústries, requisar collites o matèries primeres, formar milícies, segellar vals o salconduits si així els semblava. Un poder tan atomitzat i dispers, tan autònom i discrecional,... explica que l'espanyola de 1936 fos una de les revolucions socialment més profundes del segle XX i una de les més volubles políticament". Pel que aviat es va plantejar el problema que no s'havia constituït cap mena de poder (o d'organització) que centralitzés recursos i coordinés actuacions. I la paradoxa va ser que, al mateix temps, aquesta revolució tampoc va acabar amb l'Estat republicà, sinó que simplement el va ignorar i el va reduir a la inoperància. A Catalunya, on les organitzacions obreres -fonamentalment la CNT- controlaven completament la situació, es va constituir el Comitè Central de Milícies Antifeixistes, però el govern de la Generalitat de Catalunya no va ser destituït i va continuar en el seu lloc. A València va aparèixer el Comitè Executiu Popular de València. A Màlaga i Lleida van sorgir sengles Comitès de Salut Pública. A Santander, Gijón i Jaén, comitès provincials del Front Popular (Espanya). A Biscaia una Junta de Defensa. A Madrid es va constituir un Comitè Nacional del Front Popular, que organitzava milícies i la vida de la ciutat, però al costat d'ell continuava existint el govern de José Giral format només per republicans d'esquerra.

### El govern Giral (19 de juliol-3 de setembre de 1936)
El govern Giral, a pesar que el poder real no estava a les seves mans, no va deixar d'actuar, especialment en el pla internacional. Va ser aquest govern el que va demanar la venda d'armes al govern del Front Popular de França, i al no aconseguir-la, després a la Unió Soviètica, i per a això va disposar de les reserves de l'or del Banc d'Espanya. En el pla interior va destituir els funcionaris sospitosos de donar suport a la revolta i va dictar les primeres mesures per a intentar controlar les "execucions" indiscriminades, arbitràries i extrajudicials de "feixistes" que duien a terme desenes de "tribunals revolucionaris", també coneguts com a "txeques", muntades per les organitzacions i partits obrers que havien imposat el "terror roig" a Madrid i en altres llocs. Així immediatament després de produir-se els tràgics fets de la presó Model de Madrid, durant els quals van ser assassinades persones de dretes per milicians polítics, el govern Giral va crear els tribunals especials "per a jutjar els delictes de rebel·lió i sedició i les comeses contra la seguretat de l'Estat", que estarien formats per "tres funcionaris judicials, que jutjarien com a jutges de dret, i catorze jurats que decidirien sobre els fets de la causa". No obstant això aquests "tribunals populars" no van acabar amb les activitats de les "txeques" que van continuar assassinant "feixistes" mitjançant els "passejos" (detinguts il·legalment que eren assassinats immediatament i els cadàvers dels quals eren llançats en una cuneta o al costat de la tàpia d'un cementiri) o les "saques" (excarceracions de presos que suposadament anaven a ser posats en llibertat però que en realitat eren portats a ser executats).
No obstant això, el govern Giral només estava integrat pels republicans d'esquerra, per la qual cosa no representava en absolut a les forces que estaven duent a terme la intensa mobilització social, política i militar oberta amb la revolta de juliol de 1936. Així doncs, quan el 3 de setembre de 1936 l'Exèrcit d'Àfrica revoltat va prendre Talavera de la Reina (ja a la província de Toledo, després d'haver ocupat Extremadura), José Giral, mancat de suports i d'autoritat, va presentar la dimissió al president de la República Manuel Azaña, perquè el pogués substituir un Govern que representés "a tots i cadascun dels partits polítics i organitzacions sindicals i obreres de reconeguda influència en la massa del poble espanyol".

## El govern de Largo Caballero (setembre 1936-maig 1937)

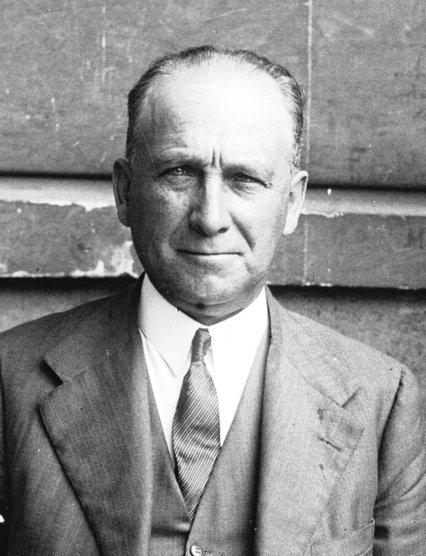
Francisco Largo Caballero

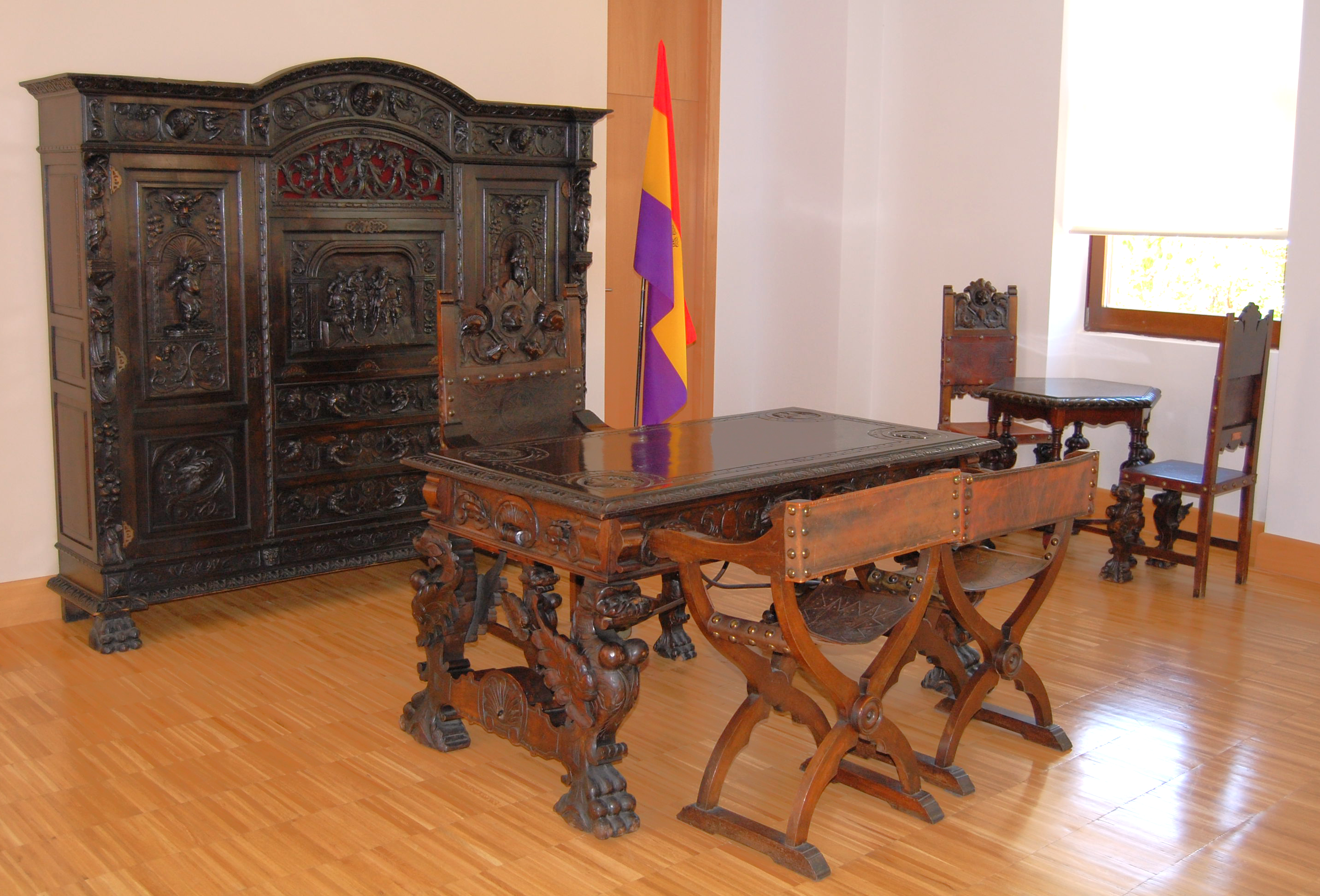
Despatx de Francisco Largo Caballero, conservat en els Arxius de el Moviment Obrer a Alcalá de Henares.

Després de la dimissió de Giral, el president de la República Manuel Azaña va encarregar la formació d'un "govern de coalició" a Francisco Largo Caballero, el líder socialista de UGT, una de les dues centrals sindicals que estaven protagonitzant la revolució. Largo Caballero, que a més de la presidència va assumir el ministeri clau de Guerra, va entendre aquest govern com una gran "aliança antifeixista", i així va donar entrada en el gabinet al major nombre possible de representacions dels partits i sindicats que lluitaven contra la rebel·lió "feixista" (com anomenaven les organitzacions obreres a la revolta militar de juliol). Així, hi va haver-hi dos ministres socialistes "largocaballeristes" (Ángel Galarza a Governació i Anastasio de Gracia Villarrubia a Indústria i Comerç), tres socialistes "prietistes" (el mateix Indalecio Prieto a Marina i Aire; Julio Álvarez del Vayo a Estat; Juan Negrín a Hisenda), dos comunistes (Jesús Hernández a Instrucció Pública i Vicente Uribe a Agricultura), quatre republicans (Bernardo Giner de los Ríos García en Comunicacions; Juli Just en Obres Públiques; Mariano Ruiz-Funes García en Justícia i José Giral, sense cartera), un d'Esquerra Republicana de Catalunya (Josep Tomàs i Piera a Treball) i un del PNB (Manuel de Irujo, sense cartera, que es va sumar al govern uns dies després). Però aquest govern no es va completar realment fins a dos mesos després, quan el 4 de novembre (en el moment en què les tropes revoltades ja estaven als afores de Madrid) s'hi van integrar quatre ministres de la CNT, entre ells la primera dona que va ser ministra a Espanya, Frederica Montseny, ministra de Sanitat, juntament amb Joan García Oliver, nou ministre de Justícia, que va desplaçar Ruiz Funes, i Joan Peiró i Juan López, que es van repartir el ministeri d'Indústria i Comerç. La "unitat antifeixista" era ja així un fet. Amb una excepció, la dels comunistes anti-estalinistes del Partit Obrer d'Unificació Marxista (POUM), la presència del qual en el gabinet va ser vetada pel PCE.
El nou govern de Largo Caballero, autoproclamat "govern de la victòria", de seguida va concloure que calia donar prioritat a la guerra, i d'aquí el programa polític que va posar en marxa immediatament: creació d'un nou exèrcit i unificació de la direcció de la guerra (es va començar per dalt creant un Estat Major, que la seva primera directiva va ser organitzar el front en quatre teatres d'operacions, Centre, Aragó, Andalusia i Nord, reconstruint així, almenys sobre el paper, la unitat de l'exèrcit republicà; a continuació va militaritzar les milícies amb la creació de les brigades mixtes, a les quals haurien d'incorporar-se aquelles, i va crear el cos de comissaris), nacionalització de les indústries de guerra, centralització i coordinació de l'activitat econòmica, defensa de la petita i mitjana propietat, contenció dels experiments de revolució social, pactes d'unitat d'acció entre partits i sindicats. Així doncs, els dirigents sindicals d'UGT i CNT en acceptar i impulsar aquest programa "van estar d'acord que la implantació del comunisme llibertari, al fet que aspirava la CNT, o de la societat socialista, que pretenia la UGT, havia d'esperar al triomf militar".
Però totes aquestes mesures no van aconseguir que l'exèrcit republicà aconseguís almenys paralitzar l'avanç cap a Madrid de l'Exèrcit d'Àfrica (només fer-lo més lent), i el 6 de novembre ja estava a punt d'entrar en la capital. Aquest dia el govern, en la reunió del qual van participar per primera vegada els quatre ministres de la CNT, va decidir abandonar Madrid i traslladar-se a València, encomanant la defensa de la ciutat al general Miaja que hauria de formar una Junta de Defensa de Madrid. "Una sortida precipitada, mantinguda en sigil, sobre la qual no es va donar cap explicació pública". "Els qui es van quedar a Madrid no van poder interpretar aquests fets sinó com una vergonyosa fugida... sobretot perquè els madrilenys van ser capaços d'organitzar la seva defensa. Madrid va resistir el primer embat i va rebutjar els següents, detenint així l'avanç de l'exèrcit rebel". No obstant això, hi ha historiadors que opinen que la decisió de Largo Caballero, d'un enorme cost polític per a ell del qual no es va refer (el mite del "Lenin espanyol" va començar a declinar), "segurament va ser beneficiosa per a la defensa de la capital".
El segon gran objectiu del govern de Largo Caballero va ser restablir l'autoritat del govern i dels poders de l'Estat. A aquest efecte es va promulgar un decret que col·locava sota l'autoritat d'uns Consells Provincials presidits pels governadors civils a tots els comitès i juntes de defensa i els comitès revolucionaris locals van ser substituïts per consells municipals "integrats proporcionalment per totes les organitzacions sindicals i partits antifeixistes".
Però no es van resoldre les tensions amb els governs autònoms de Catalunya i el País Basc, ni amb els consells regionals que havien sorgit en altres llocs. A Catalunya, el govern de la Generalitat, que el 26 de setembre va incorporar diversos consellers de la CNT i el Partit Obrer d'Unificació Marxista i el Comitè de Milícies va quedar dissolt, va organitzar el seu propi exèrcit i el 24 d'octubre va aprovar el decret de col·lectivitats, qüestions ambdues que excedien l'àmbit de les seves competències. Quant al País Basc, l'1 d'octubre les Corts aprovaven l'Estatut d'Autonomia d'Euskadi i el nacionalista basc José Antonio Aguirre va ser investit "lehendakari" del govern basc, entre els membres del qual no va incloure a cap representant de la CNT (al País Basc no hi havia hagut revolució social ni a penes violència anticlerical, i les esglésies van continuar obertes). Aguirre va construir un Estat "quasi sobirà" sobre el territori basc que encara no havia estat ocupat pel bàndol revoltat i que pràcticament es reduïa a Biscaia. A més d'una policia basca, l'Ertzaina, va crear un exèrcit propi i no va acceptar el comandament del general que va enviar el govern de Madrid per a posar-se al capdavant de l'Exèrcit del Nord. Quant al Consell d'Aragó el govern de Largo Caballero no va tenir més remei que legalitzar-lo, per la qual cosa la meitat oriental d'Aragó que estava dins de la zona republicana "va comptar amb els seus propis òrgans de policia, va efectuar requises, va controlar l'economia col·lectivitzada i va administrar justícia".
L'èxit en la defensa de Madrid va afavorir l'aparició de dos nous poders que resultarien factors decisius en l'avenir del govern de Largo Caballero: els nous caps militars que van dirigir amb èxit les operacions i van aconseguir paralitzar els intents de l'exèrcit revoltat de prendre o envoltar la capital; i els comunistes, enfortits pels enviaments d'armament de la Unió Soviètica i per la presència de les Brigades Internacionals, ja que, a més, van ser els més ferms defensors de l'ordre i de la disciplina militars i de la "gran tasca de defensar Madrid".

### Els "fets de maig de 1937"
En la primavera de 1937, després de la decisió del "generalísimo" Franco de posar fi de moment a la presa de Madrid després de la victòria republicana en la batalla de Guadalajara, s'obria la perspectiva d'una guerra llarga i aviat va esclatar la crisi entre les forces polítiques que donaven suport a la República. "El problema polític a l'interior de l'aliança caballerista es va anar accentuant des de novembre a maig en molt diversos fronts. L'actitud dels comunistes que busquen clarament la seva preeminència política i militar, i la seva insistència d'arribar a una forma d'unió orgànica entre ells i els socialistes [cosa que ja s'havia aconseguit a Catalunya amb la formació del PSUC], la constant indisciplina dels anarcosindicalistes [que van continuar actuant autònomament malgrat estar integrats en el govern] i la pròpia ruptura permanent en el si del socialisme, entre l'ala moderada ["prietista"] que controla l'executiva del partit i l'ala esquerra o caballerista, constitueixen els extrems més rellevants que aboquen a aquestes dissensions. La proclivitat de Caballero de recolzar-se especialment en els sindicalistes, que fa que es parlés de la seva intenció d'establir un govern sindical, era una altra font de problemes. El descontentament entre totes aquestes forces i de totes elles amb Caballero s'accentua des de març. El PCE comença ja a criticar seriosament i públicament al cap del govern... Es critica durament la seva política militar, la seva oposició al comandament únic en l'Exèrcit, la suposada postergació dels militars comunistes, la seva inclinació als sindicats".
El conflicte fonamental va ser el que va enfrontar als anarquistes de la CNT, als quals van sumar els comunistes antiestalinistes del Partit Obrer d'Unificació Marxista (qualificats com a "trotskistes" pels comunistes del PCE), que defensaven la compatibilitat de la revolució amb la guerra, i als comunistes del Partit Comunista d'Espanya (PCE) i del PSUC a Catalunya, que entenien que la millor forma de frenar la revolta militar era aglutinar a totes les forces de l'esquerra política, inclosos els partits de la petita i mitjana burgesia, per la qual cosa havia de paralitzar-se la revolució social i donar prioritat a la guerra. No obstant això, Santos Juliá afirma, en contra de l'opinió d'altres historiadors, que en la primavera de 1937 entre les forces que donaven suport al govern de Largo Caballero "la divisora no corria entre guerra i revolució sinó entre partits i sindicats" perquè la prioritat donada a la guerra ja s'havia decidit el 4 de setembre quan es va formar el govern de Largo Caballero, al qual dos mesos després es van sumar els quatre ministres anarquistes.
La crisi va esclatar pels enfrontaments iniciats a Barcelona el dilluns 3 de maig de 1937 quan un destacament de la Guàrdia d'Assalt per ordre de la Generalitat de Catalunya va intentar recuperar el control sobre l'edifici de la Telefònica en la Plaça de Catalunya (Barcelona), en poder de la CNT des de les jornades "glorioses" de juliol de 1936. Diversos grups anarquistes van respondre amb les armes i el Partit Obrer d'Unificació Marxista es va sumar a la lluita. En l'altre bàndol, la Generalitat i els comunistes i socialistes unificats a Catalunya sota un mateix partit (el PSUC) van fer front a la rebel·lió, que ells mateixos havien provocat, i la lluita es va prolongar diversos dies. Barcelona es va omplir de barricades i de ferits i morts (quatre-cents morts i mil ferits va ser la xifra oficial). El govern central amb seu a València va enviar a Barcelona un primer contingent de dos mil guàrdies d'assalt (que en els dies següents assoliria la xifra de cinc mil) responent la petició d'ajuda que va formular el President de la República, Manuel Azaña, que llavors tenia la seva seu oficial al Palau de Pedralbes a Barcelona. També va sortir per a Barcelona una delegació encapçalada per dos dels quatre ministres anarquistes, Joan García Oliver i Federica Montseny, i pel secretari del Comitè Nacional de la CNT Marià Rodríguez i Vázquez, que res més arribar van fer una crida als seus correligionaris a favor d'un alto el foc "per la unitat antifeixista, per la unitat proletària, pels que van caure en la lluita". El divendres 7 de maig la situació va poder ser controlada per les forces d'ordre públic enviades des de València, ajudades per militants del PSUC, encara que la Generalitat va pagar el preu que li van ser retirades les seves competències sobre ordre públic.

### La caiguda del govern de Largo Caballero i la designació de Negrín
Els "fets de maig de 1937" a Barcelona van tenir una repercussió immediata en el govern de Largo Caballero. La crisi la van provocar el dia 13 de maig els dos ministres comunistes que van amenaçar amb dimitir si Largo Caballero no deixava el Ministeri de la Guerra (el PCE especialment des de la caiguda de Màlaga el 8 de febrer li feia responsable de les contínues derrotes republicanes), i que dissolgués el POUM. En aquest atac a Largo Caballero comptaven amb el suport de la fracció socialista d'Indalecio Prieto, que controlava la direcció del PSOE, que com els comunistes volien eliminar del govern a les organitzacions sindicals, UGT i CNT, i reconstruir el Front Popular (Espanya) (per a això el PSOE i el PCE havia constituït el 15 d'abril comitès d'enllaç sense comptar per a res amb la UGT). Largo Caballero es va negar a acceptar les dues condicions dels comunistes i l'endemà passat, el 15 de maig, la CNT i la UGT van fer públic el seu suport al president del Govern i van proposar "un Govern sustentat en les organitzacions obreres". Al no trobar els suports suficients per al seu govern Largo Caballero va dimitir el 17 de maig i el president Manuel Azaña, que també estava en desacord amb la presència de les dues centrals sindicals en el govern, va nomenar un socialista “prietista”, Juan Negrín, nou cap de govern. L'endemà l'òrgan de la CNT Solidaridad Obrera declarava en la seva editorial: "S'ha constituït un govern contrarevolucionari".
Que el designat per Azaña fos Negrín i no Indalcio Prieto, que era el que gairebé tots esperaven, ha estat objecte de debat. Avui sembla clar que la raó no va ser que Negrín fos el "candidat dels comunistes" (com durant molt de temps es va sostenir), sinó que Prieto, el líder del sector moderat del socialisme, no podia succeir al cap de l'ala contrària, mentre que Negrín, encara que era amic i col·laborador de Prieto, no tenia cap fracció darrere. Així mateix Negrín mantenia bones relacions amb totes les forces del Front Popular, inclòs el sector "caballerista", i també amb la CNT, i, a més, tenia experiència en el camp internacional, la qual cosa seria útil en cas d'haver de recórrer a la mediació de les potències europees per a posar fi a la guerra (això últim és el que pel que sembla pensava Azaña, que era bastant pessimista quant a les possibilitats de victòria de la República). També van comptar els dots d'organitzador de Negrín que havia demostrat al capdavant del Ministeri d'Hisenda en el govern de Largo Caballero. De totes maneres en el nou govern Indalecio Prieto va ser el que va ocupar la cartera clau, la de Guerra, a la qual es van unir Marina i Aire, donant naixement al nou Ministeri de Defensa. El president Azaña va explicar així la designació de Negrín en les seves Memòries:
| « | Em vaig decidir a encarregar del Govern a Negrín. El públic esperava que fos Prieto. Però estava millor Prieto al capdavant dels ministeris militars reunits, per als quals fora d'ell no hi havia candidat possible. I en la presidència, els alts i baixos d'humor de Prieto, els seus repentes, podien ser un inconvenient. Em semblava més útil, tenint Prieto una funció que omplir, importantíssima, adequada al seu talent i a la seva personalitat política, aprofitar en la presidència la tranquil·la energia de Negrín. (...) Sembla home enèrgic, resolt i, en certs aspectes, audaç. Alguns creuran que el veritable cap del Govern serà Prieto. S'enganyen | » |

## Els governs de Juan Negrín (maig 1937-març 1939)

### El primer govern de Juan Negrín (maig 1937-abril 1938)

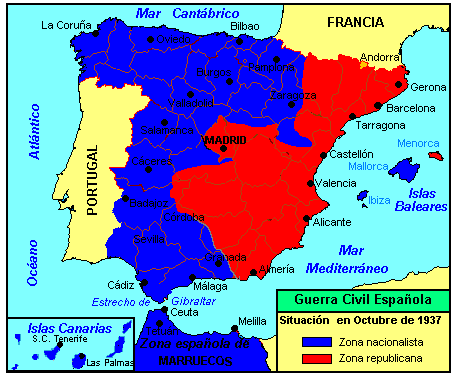

El govern de Negrín tenia com a objectiu fonamental posar fi a l'"etapa revolucionària" dels primers deu mesos de la guerra. Per això la composició del govern ja no té el caràcter sindical que havia tingut l'anterior presidit per Largo Caballero, sinó que respon a la reconstrucció del Front Popular basada en els dos principals partits d'aquells moments a l'Espanya republicana, el Partit Socialista Obrer Espanyol (recompost després de la desaparició com a força de primera línia del "caballerisme") i el Partit Comunista d'Espanya, molt lluny de la reduïda implantació que tenia abans de juliol de 1936 en haver demostrat una enorme capacitat organitzativa en el caos dels primers mesos de la guerra (i el símbol de la qual era el Cinquè Regiment pedra angular del nou Exèrcit Popular Republicà) i en haver defensat una política moderada dins de l'òrbita del Front Popular, a més de comptar amb el prestigi derivat de l'ajuda militar que la Unió Soviètica prestava a la República. Així mateix amb aquest govern el discurs sobre la guerra va canviar i de la "guerra revolucionària" es va passar a una "guerra nacional" contra els invasors alemany i italià i els seus aliats franquistes espanyols.
El nou govern està format per tres ministres socialistes, que ocupen les posicions fonamentals (el propi Negrín, Indalecio Prieto i Julián Zugazagoitia), dos republicans d'esquerra, un del PNB i un altre d'Esquerra Republicana de Catalunya, i dos comunistes. Els sindicats UGT i CNT no hi van voler participar, encara que va seguir oberta la possibilitat perquè s'integressin. Sens dubte, l'home clau en el nou govern era Indalecio Prieto sobre el qual va recaure tota la responsabilitat en la conducció de la guerra, en ser nomenat al capdavant del nou Ministeri de Defensa. Segons Santos Juliá, darrere d'aquest govern estava Manuel Azaña, que pretenia "un govern capaç de defensar-se a l'interior i de no perdre la guerra en l'exterior. Amb Largo Caballero, no havia estat possible ni l'un ni l'altre: a l'interior contínua cessió de terreny; en l'exterior, descrèdit de la República i farsa de la no intervenció. Amb Prieto a càrrec d'un Ministeri de Defensa unificat, seria possible defensar-se; amb Negrín en la presidència, es podien tenir esperances de no perdre la guerra a l'exterior". Aquesta influència d'Azaña en el gabinet també es pot concretar per la presència de José Giral, un home de la plena confiança del president de la República, al capdavant del ministeri d'Estat, un ministeri molt important donada la internacionalització de la guerra civil espanyola.
Així doncs, la política del govern de Negrín va tenir dos eixos fonamentals: convertir l'Exèrcit Popular de la República en una força armada capaç de guanyar la guerra o almenys capaç d'aconseguir una pau "digna", per al que era necessari també consolidar la reconstrucció de l'Estat republicà, en tots els seus àmbits, la qual cosa serviria a més per a projectar cap a l'exterior la imatge d'una república democràtica homologable a altres règims parlamentaris europeus; i canviar la política de "no intervenció" del Regne Unit i França, que fins a aquell moment només havia servit per a enfortir al bàndol franquista.
El gran derrotat d'aquesta línia política va ser el sindicalisme, tant el de la UGT i com el de la CNT, que no "fan sinó perdre posicions i pes en la política republicana. La CNT entra en franca crisi i abandona també el govern de la Generalitat de Catalunya, mentre que a l'agost [de 1937], en el Ple de València, es reforma l'estructura mateixa de l'anarcosindicalisme desapareixent de fet la FAI i apareixent el Moviment Llibertari. (...) El cas d'UGT va ser més complicat si cap... [ja que] en el si del sindicat es produeix en l'estiu de 1937 una lluita entre caballeristes i amics del govern que arriba a l'existència de dues Comissions Executives en el període octubre de 1937 i febrer de 1938. Escissió que va acabar formalment en aquesta última data però amb la sortida de Caballero”.
La política interior del govern de Negrín, l'objectiu fonamental del qual era la reconstrucció de l'Exèrcit Popular acompanyada per la de l'Estat republicà, es va concretar en:
- La culminació de la formació de l'Exèrcit Popular de la República. Sota l'autoritat d'Indalecio Prieto, es va establir un Estat Major Central de les Forces Armades, al capdavant del qual es va nomenar al coronel Vicent Rojo, que va prendre al seu càrrec l'expansió de l'"Exèrcit popular" i l'organització i l'execució de les operacions militars.

- La continuació de la recuperació pel govern central de tots els poders, amb la justificació que la direcció de la guerra així ho reclamava. Aquesta va ser la política més criticada, ja que el govern no va tenir cap objecció a manar a l'11a Divisió del comandant comunista Enrique Líster perquè dissolgués el Consell d'Aragó, últim baluard de la CNT, i detingués als seus dirigents. D'altra banda, l'ocupació de la franja cantàbrica pels rebels que es va completar al novembre de 1937, va posar fi als organismes polítics autònoms que hi actuaven, singularment el govern basc. Si a això li unim la pèrdua de les competències d'ordre públic de la Generalitat de Catalunya, després dels fets de maig de 1937, es veurà que a la fi de 1937 la República veia ara més unificat el seu poder.

- El manteniment de l'ordre públic i la seguretat. Amb Zugazagoitia en Governació i Manuel de Irujo Ollo en Justícia, s'intenta restablir l'"imperi de la llei" en la zona republicana, encara que no van poder impedir l'assassinat d'Andreu Nin (el líder del Partit Obrer d'Unificació Marxista) per agents soviètics i la persecució dels "trotskistes” pels comunistes espanyols. El que sí que van aconseguir va ser que el judici als dirigents del POUM es fes amb unes mínimes garanties jurídiques i no acabés en la mort dels processaments.

- Les garanties a la petita i mitjana propietat. La dissolució del Consell d'Aragó va posar fi a la propietat col·lectivitzada restituint la propietat privada de les terres dels petits i mitjans propietaris que així ho desitgessin.

Quant a la política internacional, per encàrrec exprés del President de la República, Manuel Azaña, es va intentar canviar la política de "no-intervenció" del Regne Unit i França per la de mediació en el conflicte, perquè pressionessin a Alemanya i Itàlia i cessessin en el seu suport als revoltats, amb l'objectiu final d'aconseguir una "pau negociada", però no es va aconseguir res. Bé aviat es va veure que aquest pla estava condemnat al fracàs. Quan a mitjan 1937 la Santa Seu, fins i tot, va voler mediar, el general Franco (el mateix dia en què es van entrevistar el ministre d'Afers exteriors britànic Anthony Eden amb un representant del Papa Pius XI per a tractar l'assumpte) va encarregar al cardenal Gomà "la difusió d'un escrit col·lectiu de l'episcopat [espanyol] al món catòlic sobre la veritable naturalesa de la guerra i la impossibilitat que acabés d'una altra forma que no fos la victòria total, la rendició incondicional de l'enemic. És el que Gomà va transmetre a Pizzardo [l'enviat del Papa que s'havia entrevistat amb Eden] en una entrevista a Lorda: la guerra no podia acabar més que amb la victòria sense condicions de l'Espanya nacional i catòlica".
Els que van resultar més reforçats van ser els comunistes (d'aquí l'acusació llançades contra Negrín de ser un "criptocomunista"), que es van posar com a objectiu "lluitar obertament per l'hegemonia en el govern i al país", com va reconèixer un representant de la Internacional Comunista. Per a això pretenien la unificació de socialistes i comunistes en un solo partit (com ja havia succeït a Catalunya) d'acord amb els "principis marxistes-leninistes" (és a dir, estalinistas). A aquesta pretensió es va oposar obertament el PSOE, amb Prieto al seu front, que va intentar també acabar amb la influència comunista a l'"Exèrcit Popular", reduint les atribucions del "comissariat polític" enfront dels comandaments i prohibint el proselitisme polític en el seu si.

### La crisi de març-abril de 1938: "negrinistes" davant d'"antinegrinistes"
Tot l'esforç que va fer el nou govern per a dotar a la República d'un veritable Exèrcit s'havia de plasmar en el camp de batalla. Després de la derrota de la campanya del Nord (març-octubre de 1937) la prova de foc anava a ser la batalla de Terol iniciada el 21 de desembre de 1937. "El reorganitzat Exèrcit Popular Republicà tenia davant seu l'ocasió d'arrabassar, per primera vegada, una capital de província a les tropes de Franco, d'obtenir un èxit ofensiu de valor estratègic i simbòlic. Es tractava de guarir les ferides en l'ànim provocades per la pèrdua del Nord i demostrar la capacitat ofensiva de l'Exèrcit republicà, que s'havia anat configurant i perfeccionant lentament al llarg de 1937. (...) Un triomf a Terol, a més del valor militar, reportaria un evident capital simbòlic amb indubtables repercussions per a una rereguarda la moral de la qual estava esquerdada per la cadena de derrotes dels últims mesos (...) [A més de] presentar a l'opinió pública internacional una visió diferent d'una República amb capacitat per a la contrarèplica militar que transcendís l'acció merament defensiva". El general Franco per la seva part va acceptar l'envit i va ajornar la seva projectada ofensiva sobre Madrid, perquè no estava disposat a acceptar el mínim revés: havia de demostrar a l'adversari la seva permanent inferioritat, a més de que una derrota podria posar la seva autoritat absoluta en dubte. Però els "nacionals" van aconseguir recuperar la ciutat de Terol el 22 de febrer de 1938, després de dos mesos de durs combats, per la qual cosa la batalla de Terol va ser un nou desastre per als republicans en termes anímics, polítics i militars. "La notícia de la derrota va caure com una pesada llosa sobre la moral de la rereguarda". El coronel Vicente Rojo va reconèixer que encara es trigaria molt a dotar a la República d'un exèrcit capaç de fer front a l'exèrcit del bàndol revoltat.
Però després de la derrota de la batalla de Terol es va produir un desastre encara major per que al mes següent el front d'Aragó es va esfondrar davant l'embranzida de l'ofensiva d'Aragó llançada pel "Generalíssim" Franco i que va culminar amb l'arribada de l'exèrcit revoltat al Mediterrani per Vinaròs el 15 d'abril, quedant així dividit en dos el territori fidel a la República. "La percepció que es va estendre per Barcelona [nova seu del govern des del seu trasllat des de València al novembre de 1937] era la d'assistir a una autèntica desfeta... En un clima de desconcert generalitzat, Barcelona va sofrir mortífers bombardejos". A això es va afegir la confirmació de la política d'apaivagament cap a Alemanya per part del Regne Unit i França, ja que després de la sortida del Foreign Office d'Anthony Eden el 20 de febrer de 1938, que era partidari de no fer més concessions a Hitler, el govern conservador britànic va arribar a un acord amb Mussolini en el qual s'admetia la presència de forces italianes a Espanya a canvi del compromís d'Itàlia que no s'apoderaria de cap territori ni illa espanyols després de la previsible victòria del bàndol revoltat. L'única notícia positiva va ser la reobertura de la frontera francesa després de la formació del segon i curt govern de Léon Blum, del 13 de març al 8 d'abril. Res més iniciar-se l'ofensiva franquista d'Aragó el 10 de març el president Negrín va fer un viatge secret a París on es va entrevistar amb altes personalitats franceses pro-republicanes com Blum, Daladier o Auriol i a les quals va demanar la intervenció directa de França en la guerra d'Espanya enviant cinc divisions amb l'argument que si l'ofensiva no es detenia França tindria en la seva frontera sud dels Pirineus als italians i als alemanys i res podria impedir que "Mussolini i Hitler penetressin pràcticament en territori francès". Negrín va tornar a Espanya el 15 de març sense haver obtingut res concret, quedant al capdavant de les converses l'ambaixador republicà a Londres, Pablo de Azcárate que havia acudit a París per ordre de Negrín.
Les derrotes militars i l'empitjorament del context internacional, van deslligar les tensions polítiques entre les diverses forces que donaven suport a la República, provocant la crisi de març-abril de 1938, la segona gran crisi interna del bàndol republicà, gairebé un any després de la primera (els fets de maig de 1937). Es va trencar "el precari consens en el qual s'havia assentat el primer gabinet Negrín de maig de 1937" donant pas a l'enfrontament entre el "negrinisme", o "partit de la resistència", i el "anti-negrinisme", o "partit de la pau".
El "partit de la pau" o "antinegrinista" estava encapçalat pel mateix president de la República Manuel Azaña, amb suport dels republicans d'Izquierda Republicana i Unió Republicana més els nacionalistes catalans i bascos, i Indalecio Prieto al capdavant d'un sector del PSOE, que van considerar que els desastres militars de la batalla de Terol i l'ofensiva d'Aragó demostraven que l'exèrcit republicà mai podria guanyar la guerra i que calia negociar una rendició amb suport franco-britànic. Enfront d'ells, Negrín i el sector del PSOE que el donava suport juntament amb els comunistes eren ferms partidaris de continuar resistint sota la consigna "resistir és vèncer" (el PCE i el PSUC van convocar una gran manifestació a favor de continuar la guerra el 16 de març de 1938, un dia després del retorn de Negrín del viatge secret a París per a demanar l'ajuda francesa, davant el palau de Pedralbes a Barcelona mentre Azaña presidia una reunió del govern). Per a Negrín l'alternativa de negociar el final de la guerra amb l'enemic significava gairebé segur l'anihilació de la República, per la qual cosa l'única sortida possible era resistir per a prolongar la guerra a l'espera que es desencadenés a Europa una guerra a escala continental, la qual cosa obligaria a França i al Regne Unit a acudir en ajuda de la República.
La crisi es va obrir en intentar Negrín que Prieto canviés de ministeri (havent declarat la seva convicció que la guerra estava perduda, Prieto era el pitjor dels ministres de Defensa possible), però Azaña va recolzar Prieto, així com la resta dels republicans d'esquerra i els nacionalistes d'Esquerra i del PNB. No obstant això, aquests no van aconseguir articular cap alternativa a Negrín, i aquest va acabar sortint reforçat de la crisi, amb la consegüent sortida de Prieto del govern. A partir de llavors "l'Espanya republicana queda dividida en dues tendències separades pels profunds avencs de la desconfiança, el recel i la desqualificació mútua. D'un costat, el partit de la resistència, és a dir, el negrinisme; d'un altre, el partit de la pau, o sigui, l'antinegrinisme, a la capçalera del qual se situen el president de la República, Prieto, Marcel·lí Domingo o Julián Besteiro.

### El segon govern Negrín de "Unió Nacional" (abril 1938-març 1939)

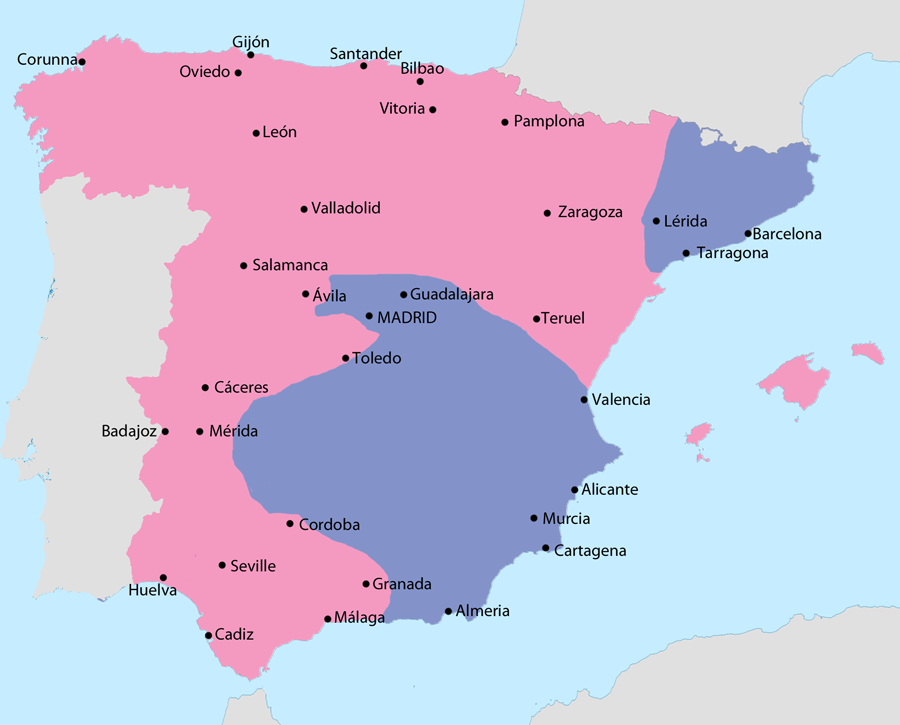
Mapa de la guerra civil espanyola al juliol de 1938

Negrín va recompondre el govern el 6 d'abril i va assumir personalment el Ministeri de Defensa (Francisco Méndez Aspe el va substituir al capdavant del Ministeri d'Hisenda). Va incorporar al gabinet als dos sindicats, UGT (amb Ramón González Peña en Justícia) i CNT (amb Segundo Blanco en Instrucció Pública), la qual cosa va suposar que el PCE es quedés amb un sol ministre (Vicente Uribe en Agricultura) i que el peneuvista Manuel de Irujo fos ministre sense cartera, igual que José Giral, substituït en el ministeri d'Estat pel socialista Julio Álvarez del Vayo (Aiguader i Giner de los Ríos van continuar en Treball i Comunicacions, respectivament). El més destacat del nou govern va ser la destitució de Prieto, que va acabar encapçalant la facció "antinegrinista" d'un PSOE fracturat; la sortida de Giral de Ministeri d'Estat (substituït per Álvarez del Vayo, un socialista "negrinista") encara que es va mantenir en el govern en una posició marginal com a ministre sense cartera, igual que Irujo; i la incorporació de dos sindicalistes, "ampliació discutible, donat el debat que va sorgir en la CNT i en la UGT sobre la participació o no en el govern dels seus dos teòrics representants".
Aquest govern va haver de "fer front i anar emmotllant-se al progressiu enfonsament militar de la República, l'abandó internacional, el cansament de la població i la ruptura progressiva de la unitat política enfront de la revolta. Hi ha, no obstant això, una política de Negrín que es manté permanentment com a objectiu de guerra i que no fa sinó afirmar-se cada vegada com a única alternativa: la de continuació de la guerra fins a la fi en el cas que no era possible obtenir de l'enemic, de Franco, una veritable negociació de pau, amb condicions diferents de la rendició".
El 21 d'abril, només una setmana després que la zona republicana hagués quedat partida en dues després de l'arribada dels republicans al Mediterrani per Vinaròs, Juan Negrín va manifestar la seva voluntat de resistir a l'agregat militar de l'ambaixada de França que així ho va transmetre al seu govern:
| « | Jo estic tan segur de la meva causa, de mi, que les derrotes militars no les crec mai decisives. Jo em batré a Barcelona, em batré a Figueres. En tant que jo lluiti, no seré vençut. (...) Enfront de Hitler, enfront de Mussolini, no tinc res. Un mal exèrcit. Però dic "NO". Se'm diu que estic vençut: dic "NO"... Ja fa prop de dos anys que nosaltres som sempre vençuts: aquestes derrotes, sovint són vergonyoses, vostè ho sap... Però la Victòria és un assumpte de voluntat. (...) Serem encara vençuts: hi haurà fugides, enfonsaments. En tant jo estigui aquí amb els meus camarades nosaltres ens mantindrem. | » |

Les posicions del nou govern amb vista a unes possibles negociacions de pau, i també com els pilars constitutius d'una futura Nova República, van quedar fixades en la "Declaració dels 13 punts", feta pública en la significativa data de l'1 de maig. En ella, "el govern anunciava que les seves finalitats de guerra consistien a assegurar la independència d'Espanya i establir una República democràtica l'estructuració jurídica de la qual i social seria aprovada en referèndum; afirmava el seu respecte a la propietat legítimament adquirida, la necessitat d'una reforma agrària i d'una legislació social avançada, i anunciava una àmplia amnistia per a tots els espanyols que vulguin cooperar a la immensa labor de reconstrucció i engrandiment d'Espanya. En el seu intent d'aparèixer davant les potències estrangeres amb la situació interior controlada, Negrín va iniciar gestions infructuoses amb la Santa Seu per a restablir relacions diplomàtiques i obrir les esglésies al culte".
| « | “El govern d'Unió Nacional... declara solemnement, per a coneixement dels seus compatriotes i notícia del món, que les seves finalitats de guerra són: 1. Assegurar la independència absoluta i la integritat total d'Espanya (...) 2. Alliberament del nostre territori de forces militars estrangeres (...) 3. República popular representada per un Estat vigorós (...) 6. L'Estat espanyol garantirà la plenitud dels drets al ciutadà en la vida civil i social, la llibertat de consciència i assegurarà el lliure exercici de les creences i pràctiques religioses (...) 7. L'Estat garantirà la propietat, legal i legítimament adquirida (...) 13. Àmplia amnistia per a tots els espanyols que vulguin cooperar a la immensa labor de reconstrucció i engrandiment d'Espanya (...). Cometrà un delicte de traïció a les destinacions de la nostra pàtria aquell que no reprimeixi i ofegui tota idea de venjança i represàlia (...)". 13 punts del Dr. Negrín (1 de maig de 1938). | » |

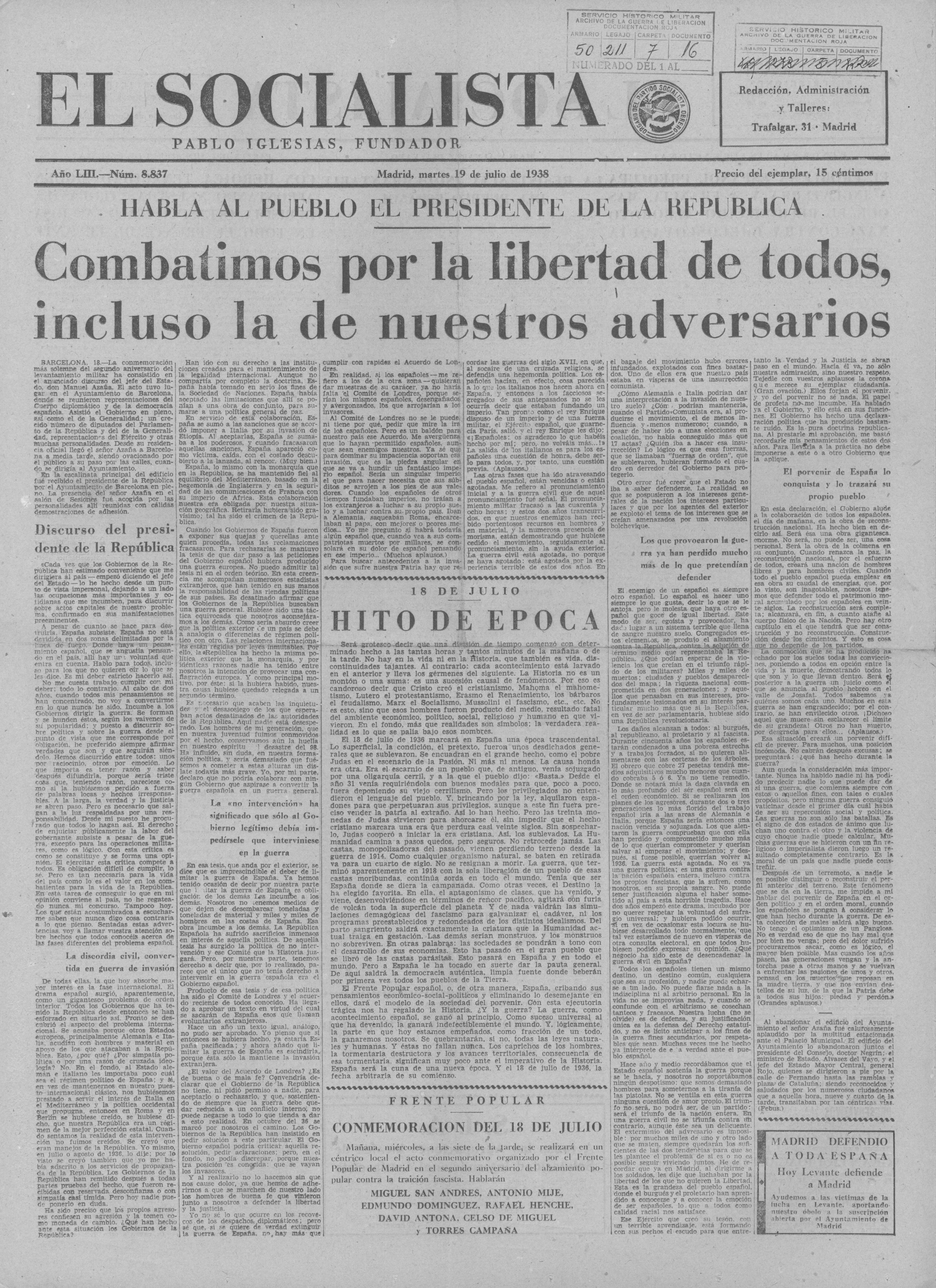
Primera pàgina d'El Socialista del 18 de juliol de 1938

Negrín era conscient que la supervivència de la República no només depenia de l'enfortiment de l'Exèrcit Popular de la República i que es mantingués la voluntat de resistència de la població civil en la rereguarda, sinó també que França i el Regne Unit posessin fi a la política de "no intervenció" o que almenys pressionessin a les potències feixistes perquè aquestes al seu torn convencessin al "Generalíssim" Franco perquè acceptés un final negociat. Negrín pensava que la seva política era l'única possible. Com va dir en privat "no es pot fer una altra cosa". Així doncs, la seva idea era resistir per a negociar un armistici que evités el "regnat de terror i de venjances sagnants" (les represàlies i afusellaments per part dels vencedors sobre els vençuts) que Negrín sabia que Franco anava a imposar, com efectivament va acabar succeint. Però el "Generalísmo" Franco, perfectament informat pels agents del Servei d'Informació i Policia Militar (SIPM) de la divisió dels republicans, de la difícil situació que es vivia a la rereguarda a causa de la penúria d'aliments, i de la dificultats de l'Exèrcit Popular per a aprovisionar-se, només acceptava la "rendició incondicional" (el que d'altra banda deixava sense arguments als antinegrinistes) i no estava disposat a admetre la mediació del Regne Unit i de França, a les quals, d'altra banda, havia assegurat que en cas que es produís una guerra a Europa ell es mantindria neutral.
A més Negrín, el general Vicent Rojo, i els comunistes, creien possible que l'exèrcit republicà encara era capaç d'una última ofensiva, que es va iniciar el 24 de juliol de 1938, donant començament així a la batalla de l'Ebre, la més llarga i decisiva de la guerra civil. L'Exèrcit de l'Ebre estava format per les millors unitats de l'Exèrcit Popular de la República al comandament en la seva majoria de veterans comunistes forjats en la batalla de Madrid i proveïdes de la millor dotació de material possible, gràcies a les adquisicions fetes en l'exterior durant els tres mesos en què va estar oberta la frontera francesa (d'abril a juny de 1938). "L'Exèrcit de l'Ebre era l'emblema del resistir és vèncer negrinista". L'objectiu últim de l'operació de l'Ebre era tornar a unir les dues zones republicanes, la qual cosa Negrín considerava necessari per a apuntalar la seva política de resistència amb el que s'aconseguiria "donar un cop d'efecte d'indubtables repercussions internacionals" en un moment en què Europa vivia la crisi dels Sudets. Així ho va entendre un observador militar francès en l'informe que va enviar a París el 30 de juliol sobre els primers dies de l'ofensiva de l'Ebre dels quals va ser testimoni:
| « | ... la resistència a Llevant, la maniobra audaç del pas de l'Ebre són testimoniatge que no es poden passar per alt d'aquest moviment d'aixecament nacional. (...) Aquesta Espanya, que ha escapat a l'anarquia, no és comunista. No és una milícia, sinó un exèrcit. (...) Nosaltres no hem pres partit en el conflicte però he de constatar que aquesta Espanya no vol morir, que no morirà, que té les seves oportunitats | » |

Franco per la seva part va acceptar el desafiament, com en altres ocasions, amb la finalitat que l'enemic esgotés els seus millors recursos en la lluita, i això va ser efectivament el que va succeir.
Només dues setmanes després d'iniciada la batalla de l'Ebre, es va produir la crisi d'agost en el govern de Negrín quan l'11 d'agost de 1938 van dimitir els dos ministres nacionalistes basc i català (Manuel de Irujo del PNB i Jaume Aiguader d'Esquerra Republicana de Catalunya) per la seva oposició a la creació de la Direcció General d'Indústries vinculada al Ministre de Defensa (és a dir al propi Negrín) el que significava que la Generalitat de Catalunya perdia les seves competències sobre elles en quedar militaritzades. Finalment la crisi la va resoldre Negrín substituint a un català per un català i a un basc per un basc: Aiguader pel comunista del PSUC Josep Moix, i Irujo per Tomás Bilbao Hospitalet d'Acció Nacionalista Basca, tots dos fervents partidaris del "resistir és vèncer" negrinista, amb el que el president del govern va reforçar encara més la seva posició en el seu si.
Després de tres mesos de durs combats, l'ofensiva republicana de l'Ebre va ser un nou fracàs. L'exèrcit republicà va haver de tornar a les seves posicions inicials el 16 de novembre de 1938, "amb desenes de milers de baixes i una pèrdua considerable de material de guerra que ja no podria utilitzar-se per a defensar Catalunya enfront de la decisiva ofensiva franquista".

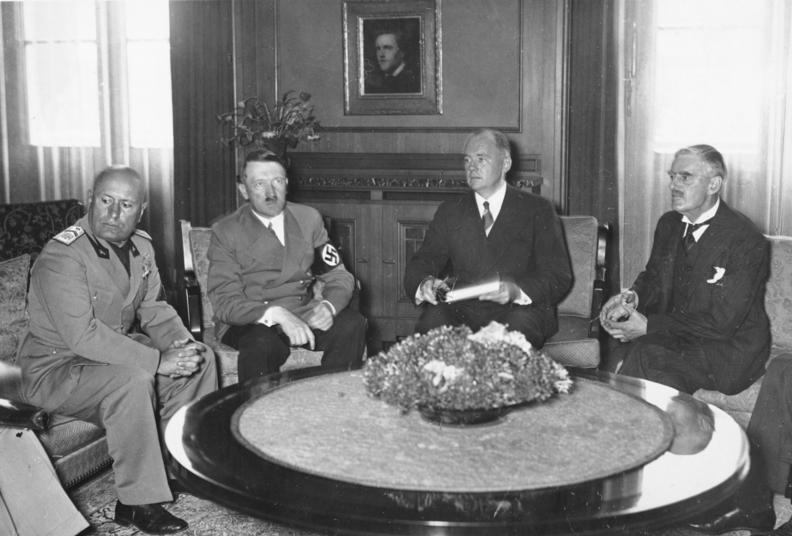
Els quatre signants dels acords de Múnic del 30 de setembre de 1938: Benito Mussolini, Adolf Hitler, Édouard Daladier i Arthur Neville Chamberlain.

Poc abans que finalitzés la batalla de l'Ebre es va produir un altre fet que també va ser determinant per a la derrota de la República, aquesta vegada procedent de l'exterior. El 29 de setembre de 1938 se signaven els Acords de Múnic entre el Regne Unit i França, d'una banda, i Alemanya i Itàlia, per un altre, que tancava la possibilitat que esclatés la guerra a Europa i les potències democràtiques intervinguessin a favor de la República. Així mateix de les mateixa forma que l'acord suposava el lliurament de Txecoslovàquia a Hitler, també va suposar abandonar a la República Espanyola als aliats de nazis i feixistes. De res va servir que en un últim intent desesperat d'obtenir la mediació estrangera Negrín anunciés davant la Societat de Nacions el 21 de setembre, una setmana abans que se signés l'acord de Múnic, la retirada unilateral dels combatents estrangers que lluitaven a l'Espanya republicana, acceptant sense esperar que els "nacionals" fessin el mateix per la resolució del Comitè de No Intervenció del 5 de juliol de 1938, que s'havia aprovat després de sis mesos de discussió, pel qual es proposava un Pla de retirada de voluntaris estrangers de la Guerra d'Espanya. El 15 de novembre de 1938, el dia d'abans de la fi de la batalla de l'Ebre, les Brigades Internacionals desfilaven com a comiat per l'avinguda Diagonal de Barcelona. En el camp rebel, per part seva, a l'octubre de 1938, segurs de la seva superioritat militar i que la victòria estava a prop, van decidir reduir en una quarta part les forces italianes.
Amb la signatura de l'acord de Múnic desapareixia l'esperança europea de Negrín per a salvar a la República: no hi hauria guerra a Europa i de nou les potències democràtiques cedien davant les potències feixistes. Això va abocar Negrín a un atzucac: continuar resistint a l'espera que en un futur ara ja més llunyà esclatés definitivament la guerra a Europa o la rendició que portaria unes gairebé segures represàlies per part del "Generalíssim" Franco. A més l'acord de Múnic unit al fracàs de l'ofensiva de l'Ebre va estendre el descoratjament i el derrotisme en la rereguarda republicana, trencant-se "absolutament la voluntat de resistència del Front Popular: molt pocs, per no dir ningú, confiaven ja en una victòria republicana". D'altra banda les pèrdues materials de la batalla de l'Ebre havien estat tan grans que seria gairebé impossible defensar Catalunya davant la previsible ofensiva de l'exèrcit franquista. El president Negrín era conscient d'això i va enviar l'11 de novembre de 1938 al cap de l'aviació republicana Ignacio Hidalgo de Cisneros a Moscou amb una carta manuscrita i personal del propi Negrín perquè la lliurés a Stalin, en la qual sol·licitava una immediata ajuda militar per a la República. El cap soviètic va accedir a enviar set vaixells amb gran quantitat d'armament, però només dos van arribar a Bordeus amb temps suficient per a fos emprat en la campanya de Catalunya i finalment no va poder ser utilitzat per les dificultats que van posar les autoritats franceses perquè travessés el seu territori i pel ràpid enfonsament del front davant l'ofensiva franquista.
La campanya de Catalunya va acabar en un nou desastre per a la República. El 23 de desembre de 1938 va començar l'ofensiva de l'exèrcit "nacional" des de l'oest i del sud sobre un exèrcit republicà molt inferior en homes i mitjans (l'Exèrcit de l'Ebre estava molt afeblit i la República mancava pràcticament d'aviació) que es batia en retirada. Fugint dels bombardejos i temorosa de les represàlies, molta població civil va començar a passar al gener a França. El 26 de gener de 1939 les tropes de Franco entraven a Barcelona pràcticament sense lluita. El 5 de febrer ocupaven Girona. El general Vicent Rojo Lluch va comparar un any després des de l'exili el que havia succeït a Madrid al novembre de 1936 i el que havia passat a Barcelona el gener de 1939:
| « | Quin ambient tan diferent! Quin entusiasme llavors! I quin decaïment ara! Barcelona quaranta-vuit hores abans de l'entrada de l'enemic era una ciutat morta... [Es] va perdre senzillament perquè no va haver-hi voluntat de resistència, ni en la població civil, ni en algunes tropes contaminades per l'ambient | » |

El 3 de febrer havia arribat a Burgos un representant del govern francès per a preparar el reconeixement oficial del govern de Franco per França i el Regne Unit, consumant així el seu abandó de la República, perquè com va dir Lord Halifax en la reunió del 8 de febrer del gabinet britànic "estava clar que Franco guanyarà la guerra" i caldria entendre's amb ell. Per aquestes mateixes dates es va produir l'única intervenció del Regne Unit en la guerra d'Espanya amb motiu de la ocupació de l'illa de Menorca pels "nacionals". Per a impedir que l'estratègica illa de Menorca, que durant tota la guerra havia romàs sota sobirania republicana, pogués caure sota domini italià o alemany, el govern britànic va acceptar la proposta del cap franquista de la Regió Aèria de les Balears, Fernando Sartorius, Comte de San Luís, perquè un vaixell de la Royal Navy el traslladés a Maó i negociar allí la rendició de l'illa a canvi que les autoritats civils i militars republicanes poguessin abandonar l'illa sota protecció britànica. El govern britànic va posar en marxa l'operació sense informar l'ambaixador republicà a Londres Pedro Azcárate (qui quan més tard es va assabentar va presentar una protesta formal per haver prestat un buc britànic a un "emissari de les autoritats rebels espanyoles"). Així en el matí del 7 de febrer arribava al port de Maó el creuer Devonshire amb el comte de San Luís a bord, on es va entrevistar amb el governador republicà Luis González Urbieta, qui després d'intentar infructuosament contactar amb Negrín, va acceptar les condicions de la rendició l'endemà. A les 5 de la matinada del 9 de febrer el Devonshire partia de Maó rumb a Marsella amb 452 refugiats a bord. Immediatament Menorca va ser ocupada pels "nacionals" sense que participés cap contingent ni italià ni alemany. La intervenció britànica va donar lloc a un acalorat debat en la Cambra dels Comuns del Regne Unit el 13 de febrer durant el qual l'oposició laborista va acusar el govern conservador de Chamberlain d'haver compromès al Regne Unit en favor de Franco. L'endemà el representant oficiós del general Franco a Londres, el Duc d'Alba, va fer arribar al secretari del Foreign Office Lord Halifax "la gratitud del Generalísimo i del govern nacional" per col·laborar a "reconquerir Menorca".
Quatre dies abans de la caiguda de Girona, "el dia 1 de febrer de 1939, en les sessions celebrades pel que quedava del Congrés [64 diputats] al castell de Figueres, [Negrín] va reduir els 13 punts a les tres garanties que el seu govern presentava a les potències democràtiques com a condicions de pau: independència d'Espanya, que el poble espanyol assenyalés quin hauria de ser el seu règim i la seva destinació i que cessés tota persecució i represàlia en nom de una labor patriòtica de reconciliació. Pocs dies després, va fer saber als ambaixadors francès i britànic que estava disposat a ordenar un cessament immediat de les hostilitats si el seu govern obtenia garanties que no hi hauria represàlies. Però no les va rebre". "La intransigència de Franco està molt directament relacionada amb la cultura militar amb la qual el general va conduir la guerra en tot moment, tendent a la destrucció de l'adversari". Al mateix temps el president de la República Manuel Azaña també es va entrevistar amb els ambaixadors de França i del Regne Unit per a expressar-los la seva opinió contrària a Negrín i per a demanar-los que els seus governs intercedissin davant el general Franco perquè donés garanties de permetre sortir d'Espanya a les persones compromeses, una única condició per a la fi de les hostilitats que ignorava les tres aprovades per les Corts republicanes en la reunió de Figueres. Quan Negrín es va assabentar d'aquesta iniciativa de Azaña, que sobrepassava les seves competències constitucionals, la va desautoritzar completament.
Prèviament Negrín havia mantingut una reunió a Agullana, prop de la frontera francesa, amb els comandaments principals de l'Exèrcit en la qual aquests li van manifestar la seva opinió que la guerra estava perduda. El dia 6 de febrer, les principals autoritats republicanes, encapçalades pel President Azaña, travessaven la frontera seguits d'un immens èxode de civils i militars republicans que marxaven l'exili. El dia 9 de febrer feia el mateix el president del govern, Juan Negrín, però a Tolosa de Llenguadoc va agafar un avió per a tornar a Alacant el dia 10 de febrer acompanyat d'alguns ministres amb la intenció de reactivar la guerra en la zona centre-sud (l'11 de febrer havien travessat la frontera les últimes tropes republicanes). "La marxa a la zona centre-sud es va decidir en una precipitada reunió del Consell de Ministres en el consolat espanyol a Tolosa de Llenguadoc. La major part no tenia voluntat de tornar perquè la moral era extremadament baixa. Ara bé, cap es va atrevir a dir que no". D'altra banda, Negrín havia intentat convèncer el president de la República Manuel Azaña que també tornés a la zona Centre-Sud però aquest es va negar en rodó al·legant que la guerra estava perduda. No obstant això Negrín va aconseguir almenys que Azaña s'allotgés en l'ambaixada espanyola a París, que en termes de dret internacional era territori espanyol, per la qual cosa tècnicament el president no s'havia exiliat ni vivia fora d'Espanya.

## El cop de Casado i l'enfonsament de la República (març de 1939)

### La situació en la zona centre sud

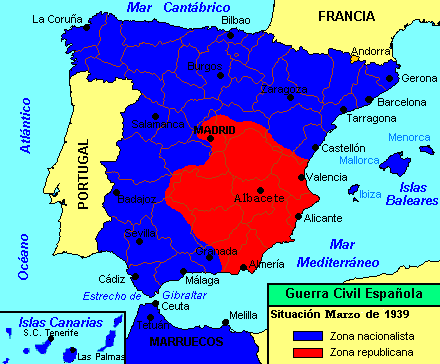
Mapa de les dues espanyes al març de 1939.

L'únic suport amb el que comptava Negrín, a més d'una part del seu propi partit (el sector "negrinista") era el Partit Comunista d'Espanya, però aquest estava en declivi després de les successives derrotes de la batalla de l'Ebre i l'ofensiva de Catalunya i en la zona Centre-Sud la seva influència política era més reduïda en els àmbits militars. Així doncs, les possibilitats de la política de Negrín de "resistir és vèncer" eren molt remotes, especialment si a això li afegim les dificultats de rebre subministraments militars en la zona Centre-Sud per la pèrdua dels Pirineus i el bloqueig naval de la flota rebel al Mediterrani, a més de la falta d'indústries que poguessin produir armes i municions i l'esgotament de les arques republicanes. Finalment França i el Regne Unit, l'última esperança de Negrín, ja estaven negociant amb el "Generalíssim" Franco el seu reconeixement oficial com a govern legítim d'Espanya, qui havia tornat a reiterar a Londres i a París que es mantindria neutral cas que esclatés la guerra a Europa. Tanmateix, Negrín pensava que encara comptava amb la força intacta dels exèrcits del Centre, Llevant, Extremadura i Andalusia, que sumaven en total de cinc-cents mil homes, però entre les tropes i entre els comandaments condia el descoratjament i la moral de derrota, així com en la rereguarda republicana.
D'altra banda l'estratègia del bàndol franquista va ser accentuar les diferències entre els "negrinistes" i els "antinegrinistes" en insinuar de forma vaga i imprecisa que podria haver-hi una negociació que posés fi a la guerra si Negrín i els comunistes desapareixien de l'escena política republicana, i aquestes converses es portaven entre militars professionals, a la manera de l'abraçada de Vergara de 1839 que va posar fi a la primera guerra carlina, una "oferta" que va ser amplificada per la cinquena columna especialment a Madrid on estava molt ben organitzada i on havia iniciat els contactes amb militars i polítics republicans "antinegrinistes".
En el territori que encara estava en poder de la República es va desfermar una última batalla entre els que consideraven inútil continuar combatent i els que encara pensaven que "resistir és vèncer" (esperant que les tensions a Europa acabessin esclatant i el Regne Unit i França, per fi, acudirien en ajuda de la República espanyola, o que almenys imposessin a Franco una pau sense represàlies). "Ja des de la primavera de 1938, en produir-se l'ensulsiada del front d'Aragó, havia anat guanyant terreny en l'opinió republicana la idea que una sortida victoriosa de la guerra era impossible i que s'imposava algun tipus de solució negociada. A partir de llavors, la contesa interna entre els partidaris de la resistència i els de la capitulació no va fer sinó aguditzar-se enmig d'un cansament cada vegada més profund de la població [les desercions en les unitats militars, per exemple, havien augmentat a la tardor de 1938] i una divisió més acerada entre les organitzacions polítiques que donaven suport al govern i entre els seus dirigents". La fam i la crisi de subsistències que assolava la zona republicana també van minar la capacitat de resistència de la població.

### El retorn de Negrín a Espanya i el seu enfrontament amb Casado
En tornar a Espanya el 10 de febrer de 1939, Negrín primer es va dirigir a València, on es va entrevistar amb el general José Miaja, Cap Suprem de l'Exèrcit republicà, i l'endemà passat ja es trobava a Madrid on va ocupar el seu lloc en l'edifici de Presidència del Passeig de la Castellana. Allí va ordenar que es presentés el coronel Casado, com a cap de l'Exèrcit del Centre, qui li va exposar les nul·les possibilitats de les forces republicanes per a contenir la previsible ofensiva de l'exèrcit franquista sobre la capital, i Negrín li va contestar, segons el testimoniatge del mateix Casado: "estic d'acord amb el seu criteri, però jo no puc renunciar a la consigna de resistir". A continuació Negrín va reunir el consell de ministres que va decidir la continuïtat de la lluita. El 15 de febrer, tres dies després de la seva entrevista amb Negrín, el coronel Casado va rebre l'esperada carta del general Barrón en la qual especificava les "condicions i el pla de capitulació" que li oferien els franquistes per a la rendició de l'exèrcit republicà. El coronel Casado va dir als membres de la cinquena columna "que tot estava preparat per a l'assalt als reductes comunistes al crit de Visca Espanya i mori Rússia!". Poc després Casado va rebre l'ordre de Negrín d'acudir l'endemà a una reunió a la base de Los Llanos a Albacete dels Alts Comandaments militars.
El 16 de febrer de 1939 va tenir lloc la reunió de la base de Los Llanos a la qual van assistir a més de Negrín i del coronel Casado, com a Cap de l'Exèrcit del Centre, el general José Miaja Menant, Cap Suprem de l'Exèrcit; el general Manuel Matallana Gómez, Cap del Grup d'Exèrcits; el general Leopoldo Menéndez López, Cap de l'Exèrcit de Llevant; el general Antonio Escobar Huertas, Cap de l'Exèrcit d'Extremadura; el coronel Domingo Moriones Larraga, Cap de l'Exèrcit d'Andalusia; el coronel Antonio Camacho, Cap de la Zona Aèria Centre-Sud; el general Carlos Bernal García, Cap de la Base Naval de Cartagena; i l'almirall Miguel Buiza Fernández-Palacios, Cap de la Flota Republicana. Tots ells, excepte el general Miaja, van estar d'acord amb el que el coronel Casado ja li havia manifestat a Negrín en la reunió del dia 12: que si l'enemic ("poderós i amb moral de victòria", en paraules del general Matallana) desencadenava la temuda ofensiva l'exèrcit republicà no podria fer-li front, per la qual cosa calia posar fi a la guerra. Negrín els va respondre el que ja li havia dit a Casado quatre dies abans: que no es donaven les condicions per a la negociació perquè el general Franco només acceptava la rendició incondicional, per la qual cosa l'única sortida continuava sent la resistència. Per la seva part cap dels generals compromesos en la conjura de Casado allí presents (o que la coneixien), ni tampoc el mateix Casado, van dir res a Negrín dels contactes que ja mantenien amb el "Generalíssim" Franco per la rendició. Això és el que explica que des del 8 de febrer en què es va produir l'ocupació de l'illa de Menorca pels "nacionals" no es produís cap acció ofensiva de l'exèrcit revoltat: Franco estava esperant que els "casadistes" triomfessin i desallotgessin Negrín del poder. A la seva tornada a Madrid el coronel Casado, enrobustit en les seves posicions en la seva pugna amb Negrín, va comunicar als agents franquistes que els militars havien sortit de la reunió de Los Llanos reafirmats "en l'acord, pres en ferm amb anterioritat, d'eliminar el govern del doctor Negrín, que mancava de legitimitat, i tractar de negociar la pau directament amb l'enemic".
Sobre quines eren les intencions del "Generalíssim" Franco una nota redactada per ell mateix i que va ser transmesa el 25 de febrer als agents del SIPM (el servei secret franquista) que actuaven a Madrid és molt clara:
| « | La rendició ha de ser sense condicions. Allà Casado, que és el responsable, sense intromissions, ni indiscrecciones [sic] pels nostres i altres elements. (...) Respecte a data ocupació Madrid ho serà quan es rendeixin si abans l'ofensiva en preparació no ens ho lliura. Això és, si Cap Madrid es lliura no combatrem, si no ho fa la prendrem per la força que no ens preocupa. (...) | » |

### El replegament de Negrín a la "Posició Yuste" i el pla de resistència esglaonada
El 24 de febrer Negrín, per a qui el problema era com acabar la guerra sense combatre de manera diferent a la de lliurament sense condicions, va abandonar Madrid després de celebrar un consell de ministres i va instal·lar la seu de la Presidència del Govern en una casa de camp enmig d'una densa pineda que l'ocultava de la pròxima carretera i que estava prop de la localitat alacantina de Petrer (la "Posició Yuste", que era el seu nom en clau). La direcció del Partit Comunista d'Espanya va fer el mateix i va instal·lar la seva caserna general també prop d'Elda, en un palmerar pròxim a Elx (el seu nom en clau era "Posició Dakar").
El trasllat del govern de Negrín i de la direcció del PCE, el seu principal aliat, a l'interior de la província d'Alacant ha estat objecte de polèmica entre els historiadors. Hugh Thomas ja va assenyalar en 1976 la contradicció que ell veia a fixar la seu del govern en un lloc tan allunyat de Madrid, "si [Negrín] desitjava guanyar la guerra". Thomas intentant donar-li una explicació es fa ressò de la interpretació que van donar els "antinegrinistes": "La situació d'aquesta localitat [Elda] feia sospitar que es preveia la possibilitat d'una escapatòria". També Ángel Bahamonde Magro i Javier Cervera Gil (1999) consideren la decisió de Negrín una miqueta inexplicable perquè en allunyar-se de la capital es va accentuar la seva solitud, és a dir, la seva falta de suports per a la política de resistència, que alguns dels seus ministres començaven també a qüestionar.
Més recentment Ángel Viñas i Fernando Hernández Sánchez (2009) han trobat una explicació relacionant el replegament a la Posició Yuste amb els plans de Negrín, que pel que sembla després de conèixer la situació militar de la zona Centre-Sud ja no eren la resistència a ultrança, a l'espera que esclatés el conflicte a Europa, sinó una resistència esglaonada que permetés el replegament de les forces republicanes cap als ports de Llevant per a salvar la major quantitat de vides possibles, comptant amb la protecció de la flota fondejada a Cartagena, atès que Negrín estava convençut, i no es va equivocar, que el "Generalísmo" Franco una vegada obtingués la victòria no anava a tenir compassió amb els vençuts. I per a l'execució d'aquest pla de resistència escalonada la "Posició Yuste" prop d'Elda presentava una posició estratègica innegable. "Negrín havia arribat a la convicció que només si es mantenia la resisencia i s'aconseguia controlar un arc de territori comprès entre València i Cartagena caldria prolongar la guerra prou per a procedir a una evacuació ordenada a través dels ports. Per a això va decidir instal·lar l'aparell governamental en la Posició Yuste… en la cruïlla de les principals vies de comunicació entre l'interior i la costa mediterrània. Negrín va comptar de nou amb el suport comunista. Després de l'experiència de l'esfondrament de l'aparell de l'Estat a Catalunya, es temia que en la zona centre-sud el col·lapse pogués ser encara més ràpid i catastròfic".

### El reconeixement de Franco per Regne Unit i França i la dimissió de Manuel Azaña
El dilluns 27 de febrer de 1939, França i Regne Unit reconeixien "de iure" al govern de Franco a Burgos com el govern legítim d'Espanya, després d'obtenir unes vagues i imprecises garanties que no s'executaria als «espanyols no delinqüents», a pesar que no tenia cap valor sobre el que els anava a succeir als vençuts com havia deixat clar la Llei de Responsabilitats Polítiques publicada al BOE el 13 de febrer i que retrotreia les responsabilitats dels republicans fins abans de l'inici de la guerra, concretament a l'1 d'octubre de 1934. Amb el reconeixement oficial del general Franco «es consumava l'abandó definitiu de la Segona República».
L'endemà, dimarts 28 de febrer, es feia oficial la renúncia a la Presidència de la República de Manuel Azaña i s'obria el procés de la seva substitució provisional pel president de les Corts, Diego Martínez Barrio —tots dos es trobaven a França—, tal com establia l'article 74 de la Constitució republicana de 1931 («...el president del Parlament assumirà les funcions de la presidència de la República, si aquesta quedés vacant; en tal cas serà convocada l'elecció de nou President en el termini improrrogable de vuit dies, conforme a el que s'estableix en l'article 68 [«El president de la República serà escollit conjuntament per les Corts i un nombre de compromissaris igual al de diputats... escollits per sufragi universal, igual, directe i secret...»], i se celebrarà dins dels trenta dies següents a la convocatòria»). El 3 de març es reunia a París la Diputació Permanent de les Corts republicanes per a confirmar Martínez Barrio com a president interí de la República, encara que aquest només posseiria el càrrec amb l'objectiu de liquidar, amb el menor mal i sacrifici possibles, la situació dels espanyols. Abans d'acceptar Martínez Barrio va enviar un radiograma a Negrín aquest mateix dia demanant-li la conformitat del govern amb la política establerta per la Diputació Permanent i tornar a Espanya, acompanyat del general Vicent Rojo Lluch que s'havia ofert a fer-ho. El govern de Negrín va acceptar «sempre que no existissin persecucions ni represàlies» per part dels vencedors, però el radiograma mai va arribar a la seva destinació, interceptat probablement pel coronel Casado —les comunicacions de la Posició Yuste passaven pels serveis a Madrid, controlats per Casado—, conscient de la importància i significació del missatge que posava en perill els seus plans. Així que al no rebre's el missatge del govern Martínez Barrio ni va assumir el càrrec ni va tornar a Espanya juntament amb el general Rojo i la presidència de la República va continuar vacant.
Per al coronel Casado (i per al seu aliat el socialista "antinegrinista" Julián Besteiro) la dimissió del president de la República (i el fracàs de la seva substitució immediata pel president de les Corts republicanes Diego Martínez Barrio) facilitava els seus plans perquè segons ell en estar declarat l'estat de guerra la suprema autoritat a la zona republicana ja no era el govern de Negrín (que mancava de legitimitat en haver dimitit el Cap de l'Estat de la República) sinó la màxima autoritat militar que era el general Miaja (aquest militar serà precisament qui presideixi el Consell Nacional de Defensa format després del cop de Casado del 5 de març).

### El Cop de Casado
Mentrestant estava molt avançada la conspiració militar i política contra el govern Negrín dirigida pel cap de l'Exèrcit del Centre, el coronel Segismundo Casado, que havia entrat en contacte a través de la "cinquena columna" amb la Caserna General del "Generalíssim" Franco per una rendició de l'exèrcit republicà "sense represàlies" a la manera de l'"abraçada de Vergara" de 1839 que va posar fi a la primera guerra carlina (amb la conservació de les ocupacions i càrrecs militars, inclosa). Cosa a la que els emissaris del general Franco mai es van comprometre. Casado va aconseguir el suport de diversos caps militars, entre els quals destacava l'anarquista Cipriano Mera, cap del IV Cos d'Exèrcit, i d'alguns polítics importants, com el socialista Julián Besteiro, que també havia mantingut contacte amb els "quintacolumnistes" de Madrid. Tots ells criticaven l'estratègia de resistència de Negrín i la seva "dependència" de la Unió Soviètica i del PCE.
El 5 de març el coronel Casado mobilitzava les seves forces (dirigides pels militars professionals que estaven convençuts que "seria més fàcil liquidar la guerra a través d'una entesa entre militars") i s'apoderava dels punts neuràlgics de Madrid i a continuació anunciava la formació d'un Consell Nacional de Defensa presidit pel general Miaja i integrat per dos republicans, tres socialistes (Julián Besteiro, Wenceslao Carrillo Alonso i Antonio Pérez) i dos anarquistes (González Marín i Eduardo Val). El Consell va emetre un manifest per ràdio dirigit a l'"Espanya antifeixista" en el qual es deposava al govern de Negrín, però no deia res de les negociacions de pau. Les unitats militars controlades pels comunistes van oposar resistència a Madrid i els seus voltants però van ser derrotats (va haver-hi prop de 2.000 morts). L'endemà Negrín i el seu govern, juntament amb els principals dirigents comunistes, van abandonar amb avió Espanya per a evitar ser capturats pels "casadistes".
| « | La necessitat de sufocar el passat aixecament comunista i les cures conduents a prevenir la repetició de similars contingències no ha fet oblidar un moment al Consell Nacional de Defensa, la qual cosa constitueix la seva missió i la veritable raó de la seva existència. (...) És a més el nostre desig tenir l'opinió degudament informada del procés de la nostra actuació per a l'assoliment d'aquesta anhelada finalitat. En prova d'això volem posar en el vostre coneixement els termes exactes de la comunicació que el Consell de Defensa dirigeix a1 Govern nacionalista (...) aquest comunicat diu així: "Ha arribat el moment que aquest Consell Nacional de Defensa es dediqui per complet a la seva missió, i, en conseqüència, es dirigeix a aquest Govern per a fer-li present que estem disposats a portar a efecte negociacions que ens assegurin una pau honrosa i que al mateix temps puguin evitar estèrils efusions de sang. Esperem la seva decisió". Al·locució radiada de Julián Besteiro. | » |

Consumat el cop de Casado, el general Franco es va negar a acceptar una nova "abraçada de Vergara", igual que Mola també l'havia rebutjat en el primer dia del cop de 1936, i no va concedir a Casado "cap de les garanties implorades gairebé de genolls pels seus emissaris [que només es van entrevistar amb membres de baixa graduació de la Caserna General], i va contestar a britànics i francesos, desitjosos d'actuar com a intermediaris en la rendició de la República per a així contenir la influència alemanya i italiana sobre el nou règim, que no els necessitava i que el esperit de generositat dels vencedors constituïa la millor garantia per als vençuts".
Franco només acceptava una "rendició sense condicions" pel que només restava preparar l'evacuació de Casado i el Consell Nacional de Defensa. Aquests van embarcar amb les seves famílies el 29 de març en el destructor britànic que els va traslladar a Marsella (Julián Besteiro va decidir quedar-se). Un dia abans les tropes "nacionals" van fer la seva entrada a Madrid i ràpidament els revoltats van ocupar pràcticament sense lluita tota la zona centre-sud que havia romàs sota l'autoritat de la República durant tota la guerra. A Alacant s'apinyaven des del dia 29 de març unes 15.000 persones, entre caps militars, polítics republicans, combatents i població civil que havien fugit de Madrid i d'altres llocs s'apinyaven en el port a l'espera d'embarcar en algun vaixell britànic o francès, però la majoria no ho van aconseguir i van ser capturats per les tropes italianes de la Divisió Littorio, sota comandament del general Gastone Gambara. Molts dels capturats van ser executats allí mateix. L'1 d'abril de 1939 la ràdio del bàndol rebel ("Ràdio Nacional d'Espanya") difonia l'últim comunicat de guerra, que durant els 36 anys següents serà repetit una vegada i una altra per la propaganda de la dictadura franquista:
| « | En el dia d'avui, captiu i desarmat l'exèrcit roig, han assolit les tropes nacionals els seus últims objectius militars. Espanyols, la guerra ha acabat. Francisco Franco, Cabdill d'Espanya | » |

Aquest mateix dia 1 d'abril el "Generalíssim" Franco va rebre un telegrama de Pius XII, que havia estat escollit papa un mes abans, en el qual li deia:
| « | Aixecat el nostre cor al Senyor, agraïm sincerament, amb V.E., desitjada victòria catòlica Espanya | » |

.
"El final de la guerra va implicar tragèdies massives com l'èxode de combatents i població cap a França o la captura en massa en el propi port d'Alacant dels qui pretenien sortir en vaixells que els vencedors no deixaven arribar a port. Els camps d'internament o els escamots d'execució els esperaven a tots ells. Les derivacions de la guerra civil trigarien molts anys a dissipar-se”.

## La intervenció estrangera en favor de la República

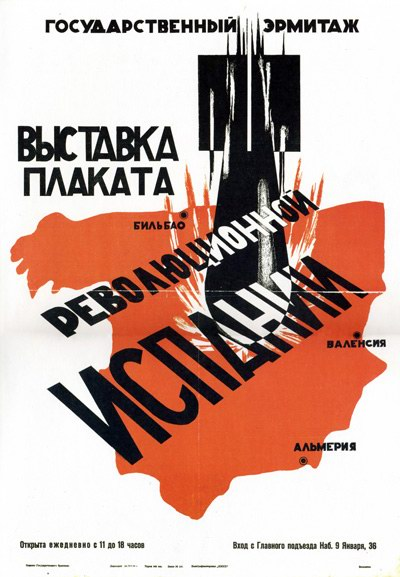
Anunci de l'exposició sobre cartells de "L'Espanya revolucionària" al Museu de l'Ermitage a Leningrad (URSS), 1936.

"En el cas governamental els combatents estrangers van tenir una organització general que va donar lloc a les Brigades Internacionals (per les quals passaria també un total aproximat de 40.000 homes) (...) El material de guerra que la República va rebre va ser essencialment rus [1100 avions, 300 carros de combat, 1500 canons], amb algunes petites partides franceses, d'artilleria o avions, i fusells i munició mexicans. El problema de l'avaluació quantitativa d'aquests lliuraments d'armament segueix en peus i la valoració de la seva utilitat també".

### Les ajudes immediates
Davant el fracàs del cop d'estat de juliol de 1936 (quant a la presa immediata del poder), tant els revoltats com el govern van buscar l'ajuda internacional urgent. Els militars revoltats van obtenir ajuda ràpidament de la Itàlia feixista i de l'Alemanya nazi.
Per la seva part el govern republicà de José Giral va sol·licitar el 20 de juliol l'ajuda de França (especialment avions) al que el president del govern del Front Popular francès, el socialista Léon Blum, va accedir en principi, però l'escàndol que va muntar la dreta francesa quan es va filtrar a la premsa la petició li va fer desistir de fer efectiu l'enviament dels avions sol·licitats (encara que al final arribarien però desarmats). No obstant això, el factor fonamental en el canvi d'actitud del govern francès de Léon Blum va ser la posició britànica de "neutralitat" en l'"assumpte espanyol" i que no recolzaria França si aquesta es veia involucrada en una guerra amb Alemanya a causa de la seva intervenció en la Guerra d'Espanya (i per a França el suport britànic en cas de guerra era vital). Així doncs, "França, políticament molt dividida, havia d'actuar d'acord amb les posicions del Regne Unit. El Comitè de No-intervenció va ser una proposta concreta que va fer la mateixa França l'1 d'agost de 1936".

### La Unió Soviètica

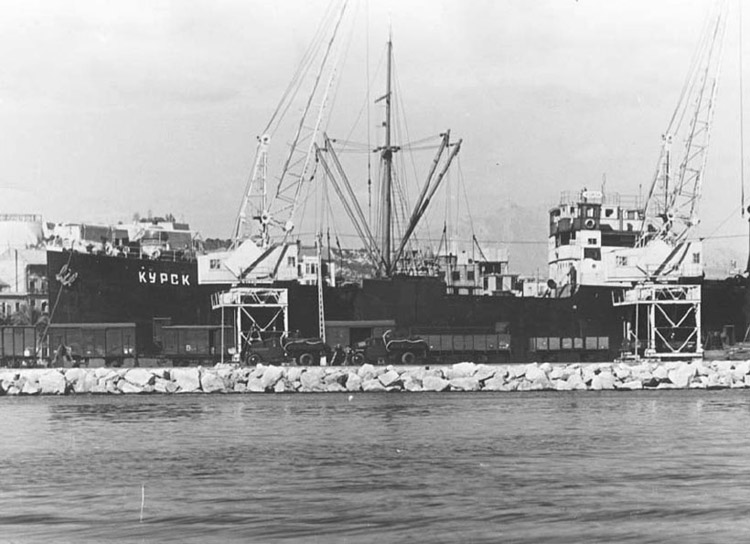
El vaixell de càrrega soviètic Kursk desembarcant material militar per a la República al port d'Alacant.

Els primers vaixells soviètics carregats d'armes pesants van arribar al port de Cartagena el 4 i el 15 d'octubre, gairebé tres mesos després d'haver-se iniciat la guerra civil, mentre els "nacionals" portaven rebent subministraments regulars d'Itàlia i d'Alemanya des del seu inici, i gràcies en part a això les forces del "Generalísmo" Franco havia acumulat victòria rere victòria i estaven a punt d'iniciar l'assalt a Madrid. "Les coses van canviar quan Stalin va decidir intervenir en la contesa".
La primera petició d'ajuda soviètica (armament i municions "de tota mena i en grans quantitats") la va fer el govern de José Giral immediatament després de produir-se el cop d'estat, a través de l'ambaixador soviètic a París perquè no hi havia ambaixador a Madrid, a pesar que la República espanyola havia establert relacions diplomàtiques amb la Unió Soviètica al juliol de 1933. Però Stalin no va respondre a la petició perquè no volia enemistar-se amb el Regne Unit i França (que defensaven la "no intervenció) amb els qui volia cooperar per a frenar a l'Alemanya nazi, i a més Stalin pensava que ajudar la República espanyola podria fer l'efecte de donar la raó als que deien que darrere del bàndol republicà estava el "comunisme internacional". Per això l'URSS va subscriure el 22 d'agost el Pacte de No Intervenció.
Però quan Stalin va tenir ple coneixement de l'ajuda que estava rebent el bàndol revoltat per part de la Alemanya nazi i la Itàlia feixista va arribar a la conclusió que si la República espanyola era derrotada augmentaria el poder de les potències feixistes a Europa el que suposaria una amenaça per a la Unió Soviètica (igual que per a França, una possible aliada). Així va ser com al setembre de 1936 Stalin va decidir enviar material bèl·lic a la República espanyola i va ordenar a més a la III Internacional o Komintern que organitzés l'enviament de voluntaris, una decisió que va ser adoptada pel Secretariat del Komintern el 18 de setembre de 1936 i de la qual van sorgir les Brigades Internacionals.
L'URSS va enviar a la República uns 700 avions i uns 400 tancs, acompanyats d'uns 2.000 tècnics, pilots i assessors militars (i també agents del NKVD, la policia secreta estalinista, sota el comandament d'Aleksandr Orlov). Així mateix va enviar combustible, roba i aliments, part d'ells sufragats amb donacions populars.

### Les Brigades Internacionals

Bandera de les Brigades Internacionals.

Les Brigades Internacionals no es van formar espontàniament com va sostenir la Internacional Comunista, sinó va ser ella qui les va organitzar (a partir de la decisió presa pel seu Secretariat el 18 de setembre de 1936, a instàncies de Stalin) i del reclutament i dels aspectes organitzatius es van encarregar dirigents del Partit Comunista Francès, encapçalats per André Marty (el centre de reclutament es va establir a París). Però molts dels seus integrants sí que van ser veritablement "voluntaris de la llibertat" (com deia la propaganda republicana) arribats des dels països dominats per dictadures i pel feixisme, com Alemanya, Itàlia o Polònia, però també dels països democràtics com França (que va aportar el major nombre de brigadistes, uns 9.000), el Regne Unit i els Estats Units (amb el famós batalló Lincoln que va arribar més tard, a la fi de 1936, i l'entrada del qual en combat es va produir en la batalla del Jarama al febrer de 1937). Així doncs, les Brigades Internacionals no eren l'"Exèrcit de la Komintern" com assegurava la propaganda del bàndol revoltat, instrument de la política de Stalin. Un treballador anglès que es va enrolar en les brigades internacionals li ho va explicar així en una carta a la seva filla per què havia vingut a combatre a Espanya:
| « | De tots els països del món, gent obrera com jo han vingut a Espanya a parar al feixisme. Així, encara que estic a milers de milles de tu, estic lluitant per protegir-te a tu i a tots els nens d'Anglaterra, així com a la gent de tot el món | » |

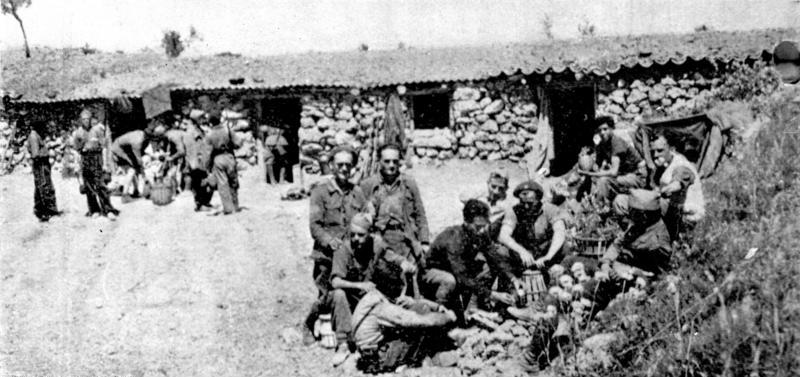
El batalló Etkar André de les Brigades Internacionals.

Hugh Thomas en la seva obra clàssica sobre la guerra civil espanyola va xifrar el nombre de brigadistes que van combatre a Espanya en uns 40.000, molt lluny dels 100.000 que donava la propaganda franquista per a inflar la influència del "comunisme internacional". Estudis més detallats i recents situen la xifra en una mica menys de 35.000, no gaire lluny per tant de la xifra estimada per Thomas. El que també està demostrat és que mai va haver-hi més de 20.000 combatents alhora i que van morir en combat uns 10.000.
El centre d'entrenament es va situar a Albacete i allí es van organitzar les cinc brigades numerades de la XI a la XV. La XI, manada pel general soviètic Kléber, i la XII, manada per l'escriptor hongarès Maté Zalka "Luckács", van tenir un paper destacat en la batalla de Madrid.
Els voluntaris canadencs van formar el Batalló Mackenzie-Papineau (els Mac-Paps). També va haver-hi un petit grup de pilots estatunidencs que van formar l'Esquadró Yankee, liderat per Bert Acosta. Va haver-hi brigadistes famosos, escriptors i poetes com Ralph Fox, Charles Donnelly, John Cornford i Christopher Caudwell que descriurien les seves experiències en el front.
En 1938 el nombre de brigadistes s'havia reduït ostensiblement (quedava un terç aproximadament) i el 21 de setembre d'aquest any el president del govern republicà Juan Negrín va anunciar a Ginebra, davant l'Assemblea general de la Societat de Nacions, la retirada immediata i sense condicions de tots els combatents estrangers que lluitaven en el bàndol republicà, amb l'esperança que el bàndol revoltat fes el mateix. Un mes després, el 28 d'octubre de 1938, desfilaven per última vegada pels carrers de Barcelona les Brigades Internacionals en un acte encapçalat pel president de la República Manuel Azaña i el president del govern Juan Negrín al qual van assistir unes 250.000 persones. Per aquestes mateixes dates Mussolini va retirar uns 10.000 soldats del CTV "com a gest de bona voluntat" cap al Comitè de No Intervenció, però uns 30.000 soldats italians van continuar combatent a Espanya fins al final de la guerra.

### L'ajuda de Mèxic i d'altres països
Mèxic va donar suport a la causa republicana de forma militar, diplomàtica i moral: proveint a les forces lleials de 20.000 rifles, municions (es parla d'un aproximat de 28 milions de cartutxos), 8 bateries, alguns avions i menjar, així com creant asils per a prop de 25.000 espanyols republicans, donant protecció, sostre, alimentació i menjar a milers d'intel·lectuals, famílies i nens que van arribar al port de Veracruz. França va facilitar a la República al principi de la guerra avions i pilots, pels quals va cobrar uns 150 milions de dòlars.